# Clásico santafesino
El clásico santafesino es como habitualmente se denomina al partido del fútbol argentino que enfrenta a los dos clubes más importantes de la ciudad de Santa Fe: el Club Atlético Colón y el Club Atlético Unión.
Ambos equipos se han enfrentado en tres etapas. Primero, en el amateurismo (1913-1931), luego en la ya profesional Liga Santafesina de Fútbol (1931-1939) y por último dentro de la AFA (1948 en adelante).
Tomando en cuenta los datos verificados hasta el momento correspondientes a Torneos Oficiales tanto del Amateurismo en Liga como del Profesionalismo en Liga y AFA, se han enfrentado en un total de 159 partidos, de los cuales Unión ganó 57 veces, Colón ganó 48 veces y empataron en 54 oportunidades (además se disputaron 4 partidos de los que no se tienen registros sobre los resultado hasta la fecha).
Según varios estudios vinculados a la investigación social en el fútbol, Santa Fe es una de las pocas ciudades del país, como ocurre en La Plata, Avellaneda, Rosario, Junín, Córdoba y Tucumán, donde los clubes locales superan en popularidad a Boca Juniors y a River Plate; los dos equipos más populares de Argentina.
El último encuentro fue disputado el día 1 de octubre de 2023. El cotejo se jugó en cancha de Colón y el resultado fue un empate 0-0.

## Historia
El fútbol hizo su entrada en Santa Fe a finales del siglo XIX de la mano de los ingleses en los puertos. Inicialmente, esta práctica era exclusiva de la comunidad británica, ya que a los argentinos no les resultaba particularmente atractiva. Sin embargo, hacia 1896, el fútbol comenzó a introducirse en las escuelas de la región, marcando un cambio significativo. Este hecho propició que varios argentinos se sumaran a la práctica de este deporte, consolidando así el arraigo y la popularidad del fútbol en la ciudad de Santa Fe. Con el auge del fútbol en 1905, un grupo de jóvenes niños dio origen al Club Atlético Colón, mientras que en 1907, un grupo de amigos fundó el Club Atlético Unión. Estos dos clubes, encargados de despertar pasiones y rivalidades entre los santafesinos en los años siguientes, no se enfrentaron en el campo de juego hasta 1913. Posiblemente, la ausencia de enfrentamientos entre Colón y Unión hasta 1913 se debió a diferencias en las edades de los jugadores. Los integrantes de Colón oscilaban entre 5 y 14 años, mientras que los de Unión tenían edades que iban desde los 16 hasta los 25 años. Mientras Unión estuvo afiliado a la Liga Santafesina desde sus inicios en 1907, Colón recién lograría su afiliación en 1913. En 1911, los colonistas comenzaron a desafiarse contra equipos de mayor categoría en la ciudad, pero no se encontraron con los unionistas hasta el 30 de marzo de 1913, en un amistoso disputado en la cancha de Unión, donde Colón salió victorioso por 3 a 2. El primer clásico oficial en Liga Santafesina se llevó a cabo el 10 de agosto de 1913. En este enfrentamiento, Colón logró una victoria contundente por 5 a 1. Este encuentro marcó el inicio de una larga y apasionante rivalidad entre ambos clubes en el fútbol santafesino. Aunque inicialmente las primeras rivalidades se daban entre Unión y Brown, la irrupción de Colón en la Liga Santafesina y la desafiliación de Brown, junto con la decisión de Unión de trasladarse a jugar en la Liga Rosarina entre 1912 y 1913, provocaron que no se enfrentaran nuevamente hasta 1915, experimentando un marcado descenso en la intensidad de la rivalidad, en ese periodo, se observó un notable aumento en la competencia entre Unión y Colón.

## Clásicos destacados
|  | Para un completo desarrollo véase Anexo:Partidos del clásico santafesino |

- Máxima goleada de Colón: La máxima goleada de Colón ocurrió el 20 de abril de 1913 en un partido amistoso, con un triunfo por 6 a 0, destacando los 5 goles de Atilio Badalini. Este partido fue crucial para la inclusión de Colón en el Campeonato de Primera División de la Liga Santafesina.

- Máxima goleada de Unión: En un partido nocturno disputado el 12 de marzo de 1932 en la cancha de Unión, el equipo rojiblanco aplastó a Colón por 6 a 0, con contribuciones de Domingo Noé, Juan Manuel Jara, Alberto Chividini, Miguel Caffaratti y Delfidio Pablo Giménez. Esta victoria se repitió el 14 de marzo de 1936, nuevamente en un partido nocturno, con Unión ganando por 6 a 1.

- Máximas goleadas de Colón en partidos oficiales: En el primer partido oficial entre ambos equipos el 10 de agosto de 1913, Colón logró una contundente victoria por 5 a 1. En 1917, durante la Copa Menchaca, un torneo no regular oficial, Colón venció a Unión por 5 a 0 en las semifinales.

- Máxima goleada de Unión en partidos oficiales: En la temporada 1920, Unión demostró su superioridad al ganar en todos los enfrentamientos contra Colón, incluyendo una victoria por 5 a 0 el 1 de agosto de 1920, con goles de Albino "Toto" García y Francisco "Falucho" Valiente en cuatro ocasiones.

- Desempate por el Campeonato de la Liga Santafesina: El 6 de enero de 1924, Colón obtendría su sexto campeonato con la particularidad de que, tanto los sabaleros como los tatengues terminaron el torneo con igualdad de puntos. Además, ya se habían enfrentado estos, en la primera rueda con triunfo 3 a 1 de Colón y 3 a 0 de Unión en la vuelta durante el año 1923. Sin embargo, jugarían un desempate para definir el título, el cual fue victorioso el conjunto rojinegro por 2 a 1 con dos goles de Juan de Juan.[17][18]

- Primer partido en el profesionalismo: Recién comenzada la era del profesionalismo, el primer partido entre Colón y Unión sucedió el 9 de agosto de 1931 por la 4.ª fecha del primer torneo realizado por la Liga Santafesina, a causa de que la Liga Argentina se negaba a integrar a los equipos del interior. El partido logró una recaudación de $5.168,05, y a los 7 minutos Prat de tiro libre marcaría el primer gol para Colón, e inmediatamente, por intermedio de E. Sánchez, se concretaría el segundo gol para el sabalero. Unión lograría el descuento gracias a Chividini, y a los 23 minutos el árbitro Rogelio Loria sancionó mano de Clementi dentro del área y penal para Unión. Esto desató la furia de los sabaleros, y hubo diversos incidentes. Finalmente, el partido fue suspendido debido a que Colón se negó a acatar la orden de penal.[19][20] El 12 de agosto, el Consejo Directivo dio por perdido el partido a Colón, y se les imputó dos partidos de suspensión a los jugadores Emilio Sánchez de Colón y Ángel Napoleoni de Unión y tres partidos de suspensión a los capitanes de ambos equipos Antonio Rivarola y Agustín Corti. Entonces, los directivos de Colón amenazaron con retirar todas sus divisiones ligueras a no ser que se retire la pena, lo cual logró. El mismo Consejo Directivo dio por anulado el partido del 9 de agosto, y lo reprogramaron para el domingo 23.[20] El 23 de agosto se volvió a jugar el partido, con arbitraje de Silvio Tochi, en cancha de Unión y venta de entradas, que apenas llegó a juntar un poco más de la mitad del partido anterior ($2.718.50). El partido fue triunfo para Colón, con goles de Albino Martínez a los 70 minutos, y a los 82 de Livio Miranda. Debido a la anulación del partido del 9 de agosto, este sería el primer clásico santafesino del profesionalismo.[21]

- Último clásico a nivel regional con los primeros equipos: El 22 de octubre de 1939, en la fecha 12 del campeonato del litoral, Unión venció a Colón por 2 a 0. A partir de 1940, con la primera división de Unión en la AFA, los enfrentamientos en la liga santafesina se disputaron con solo Colón presentando su primera división.

- Primer partido en AFA: Unión conseguiría su afiliación a AFA en 1940 mientras que Colón en 1947, haciendo que ambos clubes se crucen en el campeonato de segunda división del año 1948. Fue el 1 de agosto de 1948 en la undécima fecha del torneo en cancha de Colón que ambos clubes jugarían por primera vez en el ámbito Nacional, Colón le ganó a Unión 1 a 0 con el gol de Salomón Elías de tiro libre a los 5 minutos del primer tiempo, el árbitro fue Miguel Padrón quien también expulsaría a los 35 minutos del segundo tiempo a Salomón Elías de Colón y a Julio Ogas de Unión. El partido fue muy concurrido y se recaudaron $25.229 pesos en aquel momento.

- Final del Torneo de Honor General Juan Domingo Perón: En 1950, una vez finalizado el torneo regular de Primera B, para que los clubes de la divisional no estuvieran tanto tiempo inactivos, la AFA organizó un Torneo de Honor para equipos de segunda división, en el que estuvo en juego la Copa General Juan Domingo Perón, por entonces Presidente de la Nación Argentina. Del mismo participaron los 12 equipos de la categoría, divididos en dos zonas de 6 equipos cada una. Se jugó a dos ruedas todos contra todos, con un total de 10 partidos por equipo. Los ganadores de cada zona se enfrentaron a un solo encuentro para definir al ganador del certamen. A la final llegaron Colón, líder del grupo A con 15 puntos y Unión, líder del grupo B con 14 puntos. El torneo fue ganado por Colón, que derrotó en la final a su clásico rival por 4 a 2, quedándose así con la Copa.[22]

- Primer partido en Primera División de AFA: Colón consiguió el ascenso a primera división el 14 de diciembre de 1965 tras derrotar a Deportivo Español, en cancha de Atlanta por 1 a 0, con gol de Oberti, mientras tanto que Unión lo consiguió el 26 de noviembre de 1966 después de derrotar en Santa Fe a Talleres de Remedios de Escalada por 3 a 0. Con ambos clubes en máxima categoría se jugó el 30 de abril de 1967 el primer partido en la primera división de AFA, en la cancha de Unión y con el arbitraje de Guillermo Nimo, el partido entre tatengues y sabaleros terminó igualado en cero.

- El año con más clásicos: Fue en 1976, con 5 choques entre tatengues y sabaleros. En el Metropolitano, Colón ganó 3 a 1 en la 1.era rueda y Unión 4 a 2 en la revancha; en la rueda final empataron 1 a 1. En el Nacional igualaron 2 a 2 en el primer enfrentamiento y el segundo lo ganó Unión 1 a 0.

- El clásico en otra ciudad: Fue el 22 de febrero de 1981, Colón tenía la cancha suspendida y por tal razón el partido se tuvo que jugar en la cancha de Newell's de Rosario. El árbitro fue Claudio Busca. El cotejo término empatado 1 a 1, con goles de Mercado para Colón y Lattuada para Unión. Los sabaleros formaron con: Piccard, Aráoz, Huens, Binello, Rebottaro, Mercado, Roldán, Luna, Meglio, Di Meola y Comas. Por su parte Unión lo hizo con: Pumpido, C. López, Alberto, Cárdenas, Bottaniz, Sánchez, Ártico, Mendoza, Lattuada, Luque y Alí.

- Final del Torneo Reducido Nacional B 1988/1989: Se dio en el torneo reducido correspondiente al Campeonato Nacional B temporada 1988-1989. Para dicho campeonato tanto los tatengues como los sabaleros se habían reforzado muy bien y tenían como único objetivo el regresó a Primera, aunque en la fase regular a ambas escuadras no les fue del todo bien y solo lograron clasificarse al octogonal que otorgaba la segunda plaza para el ascenso.[23] En ese mini torneo eliminatorio de doce equipos, se dio la gran casualidad que a la final llegaron los dos representantes Santafesinos en lo que consistió en un gran acontecimiento deportivo para la ciudad capital de la provincia debido a la histórica rivalidad de los clubes. En julio de 1989 se disputaron los dos partidos, el primero en cancha de Colón que favoreció a la visita por 2-0 con goles de Ricardo Altamirano y Gustavo Echaniz; y en el segundo en cancha de Unión donde el equipo local se impuso nuevamente, esta vez con un tanto contra cero con el gol de Leonardo Madelón, logrando así, el ascenso a Primera División.[24]

- Final del siglo: En la fecha 5 del torneo apertura 1999 se jugaba una nueva edición del clásico, no sería un clásico más ya que era el último del siglo XX. Unión llegaba al último clásico del siglo con una racha de diez años sin ganarle a su eterno rival. Sin embargo, el partido fue un grandioso 2 a 0 para el tatengue con goles de Trullet y Silvera. Este triunfo del rojiblanco le dio el siguiente título al diario "El Tablón": Papá del Siglo, siendo muy recordado por la parcialidad tatengue.

- Clásico a puertas cerradas: Fue el 2 de junio de 2013 en el Estadio 15 de Abril, el cual término 1 a 0 con victoria tatengue, debido a los incidentes producidos en el partido clásico anterior.[25] En el 2021 en la última fecha de la fase de grupos por la Copa de la Liga Profesional se jugaría en cancha de Colón el partido a puertas cerradas debido a la Pandemia de COVID-19 que terminó con empate 1 a 1.[26]

- Rachas: Unión estuvo 12 partidos oficiales sin ganarle a Colón, desde el 29 de julio de 1989, cuando lo venció 1 a 0 con gol de Madelón, hasta el 5 de septiembre de 1999, cuando ganó 2 a 0, con tantos de Trullet y Silvera. En el medio hubo 7 victorias sabaleras y 5 empates. La peor serie de Colón fue de 11 encuentros, desde el 22 de junio de 1958 (ganó 1 a 0 con gol de Córdoba) hasta el 1° de noviembre de 1970 (1 a 0 con tanto de Motura). En ese lapso, hubo 7 triunfos tatengues y 4 empates.

### Máximas goleadas en partidos oficiales
| #  | Local | Resultado | Visitante | Año  | Competición            | Estadio   | Goles                                                                                |
| -- | ----- | --------- | --------- | ---- | ---------------------- | --------- | ------------------------------------------------------------------------------------ |
| 1  | Unión | 5-0       | Colón     | 1920 | Liga Santafesina       | Unión     | Francisco Valiente (4), Albino García                                                |
| 2  | Colón | 5-1       | Unión     | 1913 | Liga Santafesina       | Colón     |                                                                                      |
| 3  | Colón | 5-0       | Unión     | 1918 | Copa Menchaca (LSF)    | Colón     |                                                                                      |
| 4  | Unión | 4-0       | Colón     | 1926 | Liga Santafesina       | Unión     | Francisco Valiente (2), Domingo Beltramini, Agustín Acosta                           |
| 5  | Unión | 4-0       | Colón     | 1932 | Liga Santafesina       | Unión     | Arturo Vergara (2), Alberto Chividini, Domingo Noé                                   |
| 6  | Colón | 4-0       | Unión     | 2000 | Primera división (AFA) | Colón     | Esteban Fuertes, Claudio Enría (2), Javier Delgado                                   |
| 7  | Unión | 4-1       | Colón     | 1927 | Liga Santafesina       | Unión     | Agustín Acosta (2), Julio Mir, Francisco Valiente (U), José María Gómez (C)          |
| 8  | Unión | 4-1       | Colón     | 1929 | Liga Santafesina       | Unión     | Francisco Valiente (2), Antonio Simonsini (2) (U), José María Gómez (C)              |
| 9  | Unión | 4-1       | Colón     | 1959 | Segunda división (AFA) | Unión     | Carlos Castillo, Juan Carlos Sánchez (2), Rafael Sánchez (U), Oscar José Ricardi (C) |
| 10 | Colón | 0-3       | Unión     | 1920 | Liga Santafesina       | Brown     | Francisco Valiente, Albino García, Julio Mir                                         |
| 11 | Colón | 0-3       | Unión     | 1920 | Copa Menchaca (LSF)    | Sportsman | Arturo Vicentini, Francisco Valiente (2)                                             |
| 12 | Unión | 3-0       | Colón     | 1923 | Liga Santafesina       | Unión     | Hortencio Vega, Guido Nardi, Julio Mir                                               |
| 13 | Colón | 3-0       | Unión     | 1930 | Liga Santafesina       | Colón     | Eduardo Darquier (3)                                                                 |
| 14 | Colón | 0-3       | Unión     | 1938 | Liga Santafesina       | Gimnasia  | Carlos Verga, Rogelio Nieres, Mario Gerve                                            |
| 15 | Unión | 3-0       | Colón     | 1958 | Segunda división (AFA) | Unión     | Carlos Castillo, Fortunato Faustino Cáceres, Guillermo Cuspite                       |
| 16 | Colón | 0-3       | Unión     | 2016 | Primera división (AFA) | Colón     | Emanuel Brítez, Franco Soldano, Ignacio Malcorra                                     |
| 17 | Unión | 3-0       | Colón     | 2021 | Primera división (AFA) | Unión     | Imanol Machuca, Juan Manuel García, Gastón González                                  |

### Partidos oficiales con más goles
| # | Local | Resultado | Visitante | Año  | Competición            | Estadio | Goles |
| - | ----- | --------- | --------- | ---- | ---------------------- | ------- | --- |
| 1 | Colón | 5-4       | Unión     | 1955 | Segunda división (AFA) | Colón   | Raúl Olivera (3), Miguel Ángel Sánchez, Ernesto Ferreyra (C), Julio Ávila, Miguel Ángel Mieres, Teodoro Maidana, Hugo Rivero (U)    |
| 2 | Unión | 3-5       | Colón     | 1918 | Liga Santafesina       | Unión   | Guillermo Molinari (2), Albino Martínez, Manuel Fernández, Eduardo Echagüe (C), Albino García, Blas Saruppo, Francisco Valiente (U) |
| 3 | Unión | 3-3       | Colón     | 1921 | Liga Santafesina       | Unión   | Francisco Valiente (3) (U), Tomás Loyarte, Pedro Arenales, Guillermo Molinari (C)                                                   |

### Eliminaciones directas por torneos oficiales
Se listan las locales y nacionales de toda la historia. No se incluyen fase de grupos ni torneos en el cual una victoria de uno sobre el otro perjudico a uno en la tabla de posiciones.
     Torneo Regional.      Torneo Nacional.
| # | Torneo                                       | Ronda     | Resultados                            | Desenlace        |
| - | -------------------------------------------- | --------- | ------------------------------------- | ---------------- |
| 1 | Copa Menchaca 1916                           | 1.ª Ronda | Unión 3 - 1 Colón                     | Clasificó Unión. |
| 2 | Copa Menchaca 1917                           | Semifinal | Colón 5 - 0 Unión                     | Clasificó Colón. |
| 3 | Copa Menchaca 1919                           | Final     | Unión 3 - 0 Colón                     | Campeón Unión.   |
| 4 | Copa Santa Fe 1922                           | 2.ª Ronda | Unión 3 - 2 Colón                     | Clasificó Unión. |
| 5 | Campeonato 1923                              | Desempate | Colón 2 - 1 Unión                     | Campeón Colón.   |
| 6 | Torneo Preparación 1936                      | Semifinal | Colón 1 - 0 Unión                     | Clasificó Colón. |
| 7 | Torneo Preparación 1937                      | Final     | Unión 3 - 1 Colón                     | Campeón Unión.   |
| 8 | Campeonato de Honor de Segunda División 1950 | Final     | Colón 4 - 2 Unión                     | Campeón Colón.   |
| 9 | Torneo Reducido 1989                         | Final     | Colón 0 - 2 Unión / Unión 1 - 0 Colón | Ascendió Unión.  |

Detalles
- En 9 eliminaciones directas entre el período 1916-1989: Unión logró imponerse en 5 oportunidades, cuatro veces por copas santafesinas y una vez por el torneo reducido de ascenso; mientras que Colón lo hizo en 4 ocasiones, dos veces por copas santafesinas, una vez por campeonato y una vez por copa nacional.
- De las 9 definiciones, en una se definió en formato ida y vuelta. Donde se impusieron los tatengues
- Disputaron cinco finales oficiales: en la Copa Menchaca 1919 (ganó Unión), por el desempate por el título de la Liga Santafesina de Football 1923 (ganó Colón), en el Torneo Preparación 1937 (ganó Unión), en la Copa de Honor 1950 (ganó Colón) y en la final del Torneo Reducido 1989 (ganó Unión).

### Clásicos que definieron un título
En cuatro ocasiones, el clásico santafesino ha llegado a la culminación de una final para coronar a un campeón. El primer episodio tuvo lugar durante la Copa Menchaca 1919, aunque se disputó en 1920. En 1919, debido a problemas en el calendario, no se pudo llevar a cabo la competencia que lleva el nombre del entonces gobernador Manuel Joaquín Menchaca. En esta edición, Unión y Colón alcanzaron la final después de superar a sus respectivos rivales. La definición del campeonato se llevó a cabo en un solo partido en cancha neutral, específicamente en el estadio de Brown, situado en la Sociedad Rural. Aquella memorable final concluyó con la victoria de Unión por 3-0, destacando los dos goles de Francisco Valiente y uno de Arturo Vicentini. El triunfo de Unión fue celebrado con entusiasmo, recibiendo el equipo rojiblanco las felicitaciones de diversos clubes. Además, se organizó una cena en honor a los jugadores por tan destacada hazaña.
La segunda final no se hizo esperar, y en 1923, ambos clubes se encontraron en la cima del campeonato de la Liga Santafesina de Football. Dada la igualdad en la posición, fue necesario disputar el 6 de enero de 1924, un desempate para determinar el campeón del torneo. A los seis minutos de juego, Unión tomó la delantera después de un contraataque generado por un córner mal ejecutado por Eulalio Goméz. Domingo Beltramini lideró la jugada y entregó la pelota a Francisco Valiente, quien lanzó un disparo venciendo al arquero de Colón. Pocos minutos después, Colón igualó el marcador tras un centro de Tomás Loyarte que se desvió en José Sabino Ortíz. Juan de Juan, en plena carrera, disparó para nivelar el marcador, y así terminó la primera mitad. En el segundo tiempo se produjo una jugada clave a los 33 minutos, en la cual Tomás Loyarte condujo un pase a Juan de Juan, quien ejecutó un disparo para darle a Colón la ventaja 2-1. La celebración de los fanáticos de Colón invadiendo el campo de juego demoró el partido, pero se reanudó a los 38 minutos. A pesar de los esfuerzos de Unión, el partido concluyó con un marcador de 2-1, otorgándole a Colón su sexto título en la historia, gracias a los goles anotados por Juan de Juan.
En junio de 1937, se anticipaba el Torneo Preparación con la expectativa de una nueva final entre los eternos rivales. En ese año, la Liga Santafesina optó por modificar el formato del torneo, estableciendo la eliminación de los equipos tras su segunda derrota. Unión y Colón se habían enfrentado previamente en el torneo, específicamente en la segunda y quinta ronda. En la segunda ronda, tras un empate en el primer partido y la negativa del árbitro a continuar, el equipo sabalero emergió victorioso en el segundo encuentro. Aunque inicialmente parecía que Unión sería el ganador gracias a un tempranero gol de Juan Bobadilla, los goles de Ismael Noé y Gumersindo Silva en el segundo tiempo, este último cerca del final del partido, dieron un giro al resultado, llevando a Colón a la victoria por 2 a 1. En la quinta ronda, una victoria de Colón lo consagraría campeón, mientras que Unión necesitaba ganar para llegar al partido definitorio. Unión logró su objetivo al imponerse por 2 a 1 con goles de Carlos Verga en el primer tiempo y Juan Bobadilla en el segundo, contrarrestando el gol inicial de Ismael Noé para Colón. El 27 de junio, en el campo de Gimnasia y Esgrima, Raúl Lavanchy abrió el marcador a favor de Colón. Sin embargo, en una ráfaga, Federico Wilde y Rodolfo Milessi dieron vuelta el marcador a favor de Unión en la primera mitad. Al inicio del segundo tiempo, Juan José Gil Ulrich anotó otro gol para Unión, que lideraba 3-1. A cinco minutos del final, un choque en el área de Unión entre Raúl Lavanchy de Colón y Carlos Alberto Marinelli de Unión, generó un tumulto. El árbitro sancionó la falta a favor de Unión, lo que provocó la protesta de los jugadores de Colón, quienes abandonaron el campo alegando que el árbitro los perjudicó al no conceder el penal. Pocos días después, el tribunal de disciplina y la comisión directiva de la Liga Santafesina tomaron una decisión definitiva. A pesar de las protestas de Colón, resolvieron dar por finalizado el partido, proclamando a Unión como campeón.
En 1950, tras una reestructuración de los torneos y la finalización prematura del campeonato de primera B, la AFA organizó el Torneo de Honor para equipos de segunda división, con la participación de los 12 equipos de la categoría divididos en dos zonas de 6 equipos cada una. Este torneo, que llevaba en juego la Copa General Juan Domingo Perón, Presidente de la Nación Argentina en ese entonces, buscaba evitar la larga inactividad de los clubes. El formato consistió en enfrentamientos todos contra todos a dos ruedas, totalizando 10 partidos por equipo. Los líderes de cada zona, Colón con 15 puntos en el Grupo A y Unión con 14 puntos en el Grupo B, llegaron a la final. Esta se disputó el 30 de diciembre en la cancha de Colón, seleccionada mediante sorteo y declarada neutral, ya que los equipos santafesinos acordaron no jugar en Buenos Aires, en la cancha de Racing, originalmente designada para la final. El partido culminó con la victoria de Colón sobre su eterno rival Unión por 4 a 2, asegurándose así la Copa. Los goles fueron convertidos por José Canteli en dos ocasiones, Juan Carlos Frutos, y Ernesto Ferreyra para Colón, mientras que Jacinto Martín Hussein (por vía de un tiro penal) y Juan Carlos Bruzzone anotaron para Unión. A pesar de que Unión logró dar vuelta el marcador 2-1 durante el partido, la expulsión de Miguel Ángel Mieres complicó la situación y dificultó el partido para Unión haciendo que Colón mostrará su dominio y se alzará con la victoria.
| Temporada                                | Campeón       | Resultado     | Subcampeón    | Sede Final                                           |
| Copa Menchaca                            | Copa Menchaca | Copa Menchaca | Copa Menchaca |                                                      |
| ---------------------------------------- | ------------- | ------------- | ------------- | ---------------------------------------------------- |
| 1919                                     | Unión         | 3 - 0         | Colón         | Sociedad Rural, Santa Fe                             |
| Campeonato Santafesino                   |               |               |               |                                                      |
| 1923                                     | Colón         | 2 - 1         | Unión         | Boulevard Dr. Zavalla y Moreno, Santa Fe             |
| Torneo Preparación                       |               |               |               |                                                      |
| 1937                                     | Unión         | 3 - 1         | Colón         | Gigante de Ciudadela, Santa Fe                       |
| Campeopnato de Honor de Segunda División |               |               |               |                                                      |
| 1950                                     | Colón         | 4 - 2         | Unión         | Estadio Brigadier General Estanislao López, Santa Fe |

## Historial estadístico
Para confeccionar esta tabla se toman en cuenta los últimos datos oficiales verificados y avalados, los cuales incluyen todos los clásicos oficiales disputados por torneos oficiales de Liga Santafesina de Fútbol y AFA, a partir de 1913 (amateurismo y profesionalismo).
| Competición                           | P.J. | Ganó CAU | P.E. | Ganó CAC | Goles CAU | Goles CAC |
| ------------------------------------- | ---- | -------- | ---- | -------- | --------- | --------- |
| Primera División Nacional Argentina   | 58   | 17       | 28   | 13       | 61        | 54        |
| Copa de la Liga Profesional           | 3    | 0        | 3    | 0        | 1         | 1         |
| Segunda División Nacional Argentina   | 36   | 13       | 9    | 14       | 49        | 48        |
| Copa de Honor Juan Domingo Perón      | 1    | 0        | 0    | 1        | 2         | 4         |
| Subtotal partidos nacionales          | 98   | 30       | 40   | 28       | 113       | 107       |
| Primera División Regional Santafesina | 49   | 20       | 12   | 17       | 80        | 65        |
| Copa Menchaca                         | 3    | 2        | 0    | 1        | 3         | 5         |
| Copa Santa Fe                         | 1    | 1        | 0    | 0        | 3         | 2         |
| Torneo Preparación                    | 5    | 2        | 1    | 2        | 7         | 6         |
| Campeonato de Honor                   | 3    | 2        | 1    | 0        | 6         | 3         |
| Subtotal partidos regionales          | 61   | 27       | 14   | 20       | 99        | 81        |
| Total partidos oficiales              | 159  | 57       | 54   | 48       | 212       | 188       |

(*) En 1937 se le dio por ganado un partido a Colón sin jugarse.
(**) En 1969 se le dio por ganado un partido a Unión después de que una bomba de estruendo afectó al arquero de Unión, el partido iba 0 a 0.
(***) En 1999 se le dio un partido empatado a Unión y perdido a Colón por un piedrazo al línea Alberto Barrientos, el partido iba 0 a 0.

### Últimos 10 partidos oficiales
| Fecha                   | Torneo                           | Estadio         | Resultado | Resultado | Resultado |
| ----------------------- | -------------------------------- | --------------- | --------- | --------- | --------- |
| 14 de mayo de 2017      | Campeonato 2016/17               | Brigadier López | Colón     | 1–1       | Unión     |
| 25 de febrero de 2018   | Superliga 2017/18                | 15 de Abril     | Unión     | 1–1       | Colón     |
| 2 de septiembre de 2018 | Superliga 2018/19                | Brigadier López | Colón     | 0–0       | Unión     |
| 6 de octubre de 2019    | Superliga 2019/20                | 15 de Abril     | Unión     | 1–0       | Colón     |
| 9 de mayo de 2021       | Copa de la Liga Profesional 2021 | Brigadier López | Colón     | 1–1       | Unión     |
| 11 de diciembre de 2021 | Liga Profesional 2021            | 15 de Abril     | Unión     | 3–0       | Colón     |
| 19 de marzo de 2022     | Copa de la Liga Profesional 2022 | Brigadier López | Colón     | 0–0       | Unión     |
| 12 de junio de 2022     | Liga Profesional 2022            | Brigadier López | Colón     | 2–2       | Unión     |
| 19 de febrero de 2023   | Liga Profesional 2023            | 15 de Abril     | Unión     | 1–1       | Colón     |
| 1 de octubre de 2023    | Copa de la Liga Profesional 2023 | Brigadier López | Colón     | 0–0       | Unión     |

### Liga Santafesina (1913-1939)
Se contabilizan todos los partidos por torneos oficiales regulares que han sido verificados y se tienen fuente fidedigna.

#### Campeonatos de Primera División
| # | Fecha                        | Torneo                            | Fecha     | Estadio   | Local | Resultado | Visitante | Goles (L)                                                          | Goles (V)                                                                            | Ref.                |
| --- | ---------------------------- | --------------------------------- | --------- | --------- | ----- | --------- | --------- | ------------------------------------------------------------------ | ------------------------------------------------------------------------------------ | ------------------- |
| 1 | 10 de agosto de 1913         | Copa Campeonato 1913 (LRSF)       | 5.ª       | Colón     | Colón | 5–1       | Unión     |                                                                    |                                                                                      | [ 15 ]              |
| 2 | 7 de septiembre de 1913      | Copa Campeonato 1913 (LRSF)       | 10.ª      | Unión     | Unión | Sin datos | Colón     |                                                                    |                                                                                      | [ notas 1 ] [ 28 ]  |
| 3 | 21 de junio de 1914          | Copa Campeonato 1914 (ASF)        | 2.ª       | Unión     | Unión | Sin datos | Colón     |                                                                    |                                                                                      | [ notas 2 ] [ 28 ]  |
| 4 | 30 de agosto de 1914         | Copa Campeonato 1914 (ASF)        | 12.ª      | Colón     | Colón | Sin datos | Unión     |                                                                    |                                                                                      | [ 28 ]              |
| 5 | 6 de junio de 1915           | Copa Campeonato 1915 (LSF)        | 6.ª       | Colón     | Colón | 2–2       | Unión     |                                                                    |                                                                                      | [ 28 ]              |
| 6 | 15 de agosto de 1915         | Copa Campeonato 1915 (LSF)        | 15.ª      | Unión     | Unión | 2–1       | Colón     |                                                                    |                                                                                      | [ 28 ]              |
| 7 | 24 de julio de 1916          | Copa Campeonato 1916 (LSF)        | 5.ª       | Sportsman | Colón | 0–1       | Unión     |                                                                    | Atilio Vilaggi (')                                                                   | [ 29 ]              |
| 9 | 15 de octubre de 1916        | Copa Campeonato 1916 (LSF)        | 10.ª      | Unión     | Unión | 0–1       | Colón     |                                                                    |                                                                                      | [ 28 ]              |
| 10 | 27 de mayo de 1917           | Copa Campeonato 1917 (LSF)        | 4.ª       | Unión     | Unión | Sin datos | Colón     |                                                                    |                                                                                      | [ notas 3 ] [ 28 ]  |
| 11 | 12 de agosto de 1917         | Copa Campeonato 1917 (LSF)        | 11.ª      | Sportsman | Colón | 1–2       | Unión     |                                                                    |                                                                                      | [ 28 ]              |
| 13 | 12 de mayo de 1918           | Copa Campeonato 1918 (LSF)        | 1.ª       | Unión     | Unión | 3–5       | Colón     | Albino García (22') Blas Saruppo (p. ') Francisco Valiente (')     | Guillermo Molinari (x2) Albino Martínez (') Manuel Fernández (') Eduardo Echagüe (') | [ 30 ]              |
| 14 | 21 de julio de 1918          | Copa Campeonato 1918 (LSF)        | 8.ª       | Sportsman | Colón | 2–0       | Unión     | Guillermo Molinari (17') Eduardo Echagüe (71')                     |                                                                                      | [ notas 4 ] [ 30 ]  |
| 15 | 10 de agosto de 1919         | Copa Campeonato 1919 (ASF)        | 4.ª       | Sportsman | Colón | 3–2       | Unión     | Albino Martínez (') Guillermo Molinari (') Jacobo Debuck (')       | Albino García (') Francisco Valiente (')                                             | [ 30 ]              |
| 16 | 2 de noviembre de 1919       | Copa Campeonato 1919 (ASF)        | 13.ª      | Unión     | Unión | 0–0       | Colón     |                                                                    |                                                                                      | [ 30 ]              |
| 17 | 1 de agosto de 1920          | Copa Campeonato 1920 (ASF)        | 5.ª       | Unión     | Unión | 5–0       | Colón     | Francisco Valiente (10', 22', 40', 80') Albino García (86')        |                                                                                      | [ 30 ]              |
| 19 | 28 de noviembre de 1920      | Copa Campeonato 1920 (ASF)        | 14.ª      | Brown     | Colón | 0–3       | Unión     |                                                                    | Francisco Valiente (x2) Julio Mir (')                                                | [ 30 ]              |
| 20 | 24 de abril de 1921          | Copa Campeonato 1921 (ASF)        | 3.ª       | Unión     | Unión | 3–3       | Colón     | Francisco Valiente (x3)                                            | Tomás Loyarte (33') Pedro A. Arenales (34') Guillermo Molinari (36')                 | [ notas 5 ] [ 30 ]  |
| 22 | 22 de octubre de 1922        | Campeonato Oficial 1922 (FSF)     | 3.ª       | Colón     | Colón | 0–1       | Unión     |                                                                    | Rodolfo Ormaechea (')                                                                | [ 31 ]              |
| 23 | 3 de diciembre de 1922       | Campeonato Especial 1922 (FSF)    | 2.ª       | Colón     | Colón | 2–1       | Unión     | Leonidas Quinteros (') Albino Martínez (')                         | Francisco Valiente (')                                                               | [ notas 6 ] [ 32 ]  |
| 24 | 10 de junio de 1923          | Campeonato Oficial 1923 (LSF)     | 8.ª       | Unión     | Unión | 1–3       | Colón     | Francisco Valiente (')                                             | Albino Martínez (x2) Tomás Loyarte (')                                               | [ 33 ]              |
| 25 | 25 de noviembre de 1923      | Campeonato Oficial 1923 (LSF)     | 17.ª      | Colón     | Colón | 0–3       | Unión     |                                                                    | Hortencio Vega (') Guido Nardi (') Julio Mir (')                                     | [ 34 ]              |
| 26 | 6 de enero de 1924           | Campeonato Oficial 1923 (LSF)     | Desempate | Sportsman | Colón | 2-1       | Unión     | Juan de Juan (8', 79')                                             | Francisco Valiente (6')                                                              | [ 35 ]              |
| 27 | 13 de abril de 1924          | Campeonato Oficial 1924 (LSF)     | 1.ª       | Unión     | Unión | 0–0       | Colón     |                                                                    |                                                                                      | [ notas 7 ] [ 36 ]  |
| 28 | 2 de mayo de 1926            | Campeonato Oficial 1926 (FSF)     | 1.ª       | Unión     | Unión | 4–0       | Colón     | Francisco Valiente (x2) Domingo Beltramini (') Agustín Acosta (')  |                                                                                      | [ 37 ]              |
| 29 | 5 de septiembre de 1926      | Campeonato Oficial 1926 (FSF)     | 10.ª      | Colón     | Colón | 1–1       | Unión     | Jerónimo Bufi Pera (')                                             | Francisco Valiente (')                                                               | [ 38 ]              |
| 30 | 17 de julio de 1927          | Campeonato Oficial 1927 (FSF)     | 6.ª       | Colón     | Colón | 1–1       | Unión     | Livio Miranda (p. 89')                                             | Julio Mir (p. ')                                                                     | [ 28 ]              |
| 31 | 4 de septiembre de 1927      | Campeonato Oficial 1927 (FSF)     | 17.ª      | Unión     | Unión | 4–1       | Colón     | Agustín Acosta (x2) Julio Mir (') Francisco Valiente (')           | José María Gómez (')                                                                 | [ 28 ]              |
| 32 | 29 de julio de 1928          | Campeonato Oficial 1928 (FSF)     | 11.ª      | Unión     | Unión | 1–1       | Colón     | Agustín Acosta (')                                                 | Martín Sánchez (68')                                                                 | [ 28 ]              |
| 33 | 2 de diciembre de 1928       | Campeonato Oficial 1928 (FSF)     | 22.ª      | Colón     | Colón | 3–1       | Unión     | Luis Mancuello (28', 80') Albino Martínez (68')                    | Pedro R. Rodríguez (2')                                                              | [ 28 ]              |
| 34 | 23 de junio de 1929          | Campeonato Oficial 1929 (FSF)     | 8.ª       | Unión     | Unión | 4–1       | Colón     | Francisco Valiente (PT', 60') Antonio Simonsini (PT', 41')         | José María Gómez (44')                                                               | [ 28 ]              |
| 35 | 1 de diciembre de 1929       | Campeonato Oficial 1929 (FSF)     | 19.ª      | Colón     | Colón | 2–0       | Unión     | Lindor Blanche (6') Martín Sánchez (')                             |                                                                                      | [ notas 8 ] [ 28 ]  |
| 36 | 22 de junio de 1930          | Campeonato Oficial 1930 (FSF)     | 8.ª       | Unión     | Unión | 2–3       | Colón     | Domingo Noé (55') Julio Mir (69')                                  | Albino Martínez (5') Antonio Rivarola (26') Martín Sánchez (49')                     | [ 28 ]              |
| 37 | 19 de octubre de 1930        | Campeonato Oficial 1930 (FSF)     | 19.ª      | Colón     | Colón | 3–0       | Unión     | Eduardo Darquier (x3)                                              |                                                                                      | [ 28 ]              |
| 38 | 3 de mayo de 1931            | Campeonato Oficial 1931 (FSF)     | 2.ª       | Unión     | Unión | 2–0       | Colón     | Delfidio Giménez (34') Federico Wilde (64')                        |                                                                                      | [ notas 9 ] [ 39 ]  |
| 39 | 23 de agosto de 1931         | Campeonato Oficial 1931 (LSF)     | 4.ª       | Unión     | Unión | 0–2       | Colón     |                                                                    | Albino Martínez (70') Livio Miranda (82')                                            | [ 28 ] [ 21 ]       |
| 40 | 4 de octubre de 1931         | Campeonato Oficial 1931 (LSF)     | 9.ª       | Colón     | Colón | 2–2       | Unión     | Marcelo Espindola (62') Marcelo Espindola (65')                    | Domingo Noé (35') Alberto Cattáneo (80')                                             | [ 40 ]              |
| 41 | 5 de junio de 1932           | Campeonato Oficial 1932 (LSF)     | 5.ª       | Unión     | Unión | 4–0       | Colón     | Arturo Vergara (3', 62') Alberto Chividini (40') Domingo Noé (88') |                                                                                      | [ 41 ]              |
| 42 | 18 de septiembre de 1932     | Campeonato Oficial 1932 (LSF)     | 13.ª      | Colón     | Colón | 0–2       | Unión     |                                                                    | Domingo Noé (p. 34') Delfidio Giménez (69')                                          | [ 42 ]              |
| 43 | 25 de junio de 1933          | Campeonato Oficial 1933 (LSF)     | 7.ª       | Unión     | Unión | 3–2       | Colón     | Delfidio Giménez (43', 80') Domingo Noé (44')                      | Juan Villagra (56') Hortencio Vega (85')                                             | [ 43 ]              |
| 44 | 10 de septiembre de 1933     | Campeonato Oficial 1933 (LSF)     | 14.ª      | Colón     | Colón | 3–2       | Unión     | Benjamín Laterza (52', 57', 85')                                   | Amado Alissio (42') Delfidio Giménez (84')                                           | [ 44 ]              |
| 45 | 17 de junio de 1934          | Campeonato Oficial 1934 (LSF)     | 8.ª       | Colón     | Colón | 1–1       | Unión     | Raúl Lavanchy (27')                                                | Juan Enrique Lozano (70')                                                            | [ 45 ]              |
| 46 | 2 de septiembre de 1934      | Campeonato Oficial 1934 (LSF)     | 16.ª      | Unión     | Unión | 1–1       | Colón     | Amado Alissio (3')                                                 | Cristobal Aldana (2')                                                                | [ 46 ]              |
| 47 | 7 de octubre de 1934         | Campeonato Oficial 1934 (LSF)     | 20.ª      | Gimnasia  | Colón | 0–1       | Unión     |                                                                    | Rodolfo Milessi (16')                                                                | [ 47 ]              |
| 48 | 14 de julio de 1935          | Campeonato Oficial 1935 (LSF)     | 7.ª       | Colón     | Colón | 1–2       | Unión     | Raúl Lavanchy (p. 82')                                             | Rodolfo Milessi (17', 70')                                                           | [ 48 ]              |
| 49 | 17 y 24 de noviembre de 1935 | Campeonato Oficial 1935 (LSF)     | 16.ª      | Unión     | Unión | 2–1       | Colón     | Rodolfo Milessi (30') Juan Bobadilla (36')                         | Salvador Montenegro (48')                                                            | [ 49 ] [ 50 ]       |
| 51 | 14 de junio de 1936          | Campeonato Oficial 1936 (LSF)     | 2.ª       | Colón     | Colón | 3–1       | Unión     | Silvano Sanchéz (24', 33') Delfidio Giménez (44')                  | Rodolfo Milessi (10')                                                                | [ 51 ]              |
| 52 | 30 de agosto de 1936         | Campeonato Oficial 1936 (LSF)     | 9.ª       | Unión     | Unión | 0–0       | Colón     |                                                                    |                                                                                      | [ 52 ]              |
| 57 | 26 de septiembre de 1937     | Campeonato Oficial 1937 (LSF)     | 8.ª       | Colón     | Colón | 0–2       | Unión     |                                                                    | Juan José Ulrich (49') Alberto Galateo (73')                                         | [ 53 ]              |
| 58 | 12 de diciembre de 1937      | Campeonato Oficial 1937 (LSF)     | 19.ª      | Unión     | Unión | PP-GP     | Colón     |                                                                    |                                                                                      | [ notas 10 ] [ 54 ] |
| 61 | 16 de octubre de 1938        | Campeonato Oficial 1938 (LSF)     | 4.ª       | Unión     | Unión | 1–3       | Colón     | Federico Wilde (11')                                               | Arturo Vergara (3') Juan Antonio Rivarola (14', 82')                                 | [ 55 ]              |
| 62 | 19 de noviembre de 1938      | Campeonato Oficial 1938 (LSF)     | 9.ª       | Unión     | Colón | 0–3       | Unión     |                                                                    | Carlos Verga (2', 19') Mario Gervé (43')                                             |                     |
| 64 | 2 de julio de 1939           | Campeonato del Litoral 1939 (ARF) | 3.ª       | Gimnasia  | Colón | 0–0       | Unión     |                                                                    |                                                                                      | [ notas 11 ] [ 56 ] |
| 65 | 22 de octubre de 1939        | Campeonato del Litoral 1939 (ARF) | 12.ª      | Unión     | Unión | 2–0       | Colón     | Mario Gervé (51') Carlos Verga (72')                               |                                                                                      | [ 57 ]              |
| Notas 1. 2. 3. 4. 5. 6. 7. 8. 9. 10. 11. - Durante 1924 se produce una ruptura entre los equipos participantes de la Liga, razón por la cual no se registran clásicos oficiales en 1925, al encontrarse ambos equipos en asociaciones diferentes. - Durante el período 1931-1939 en la Liga Santafesina de Fútbol, Colón y Unión jugaron un total de 19 clásicos, de los cuales 9 fueron victorias de Unión, 5 victorias de Colón y 5 empates. En este período la Liga Santafesina de Fútbol organizó 9 Campeonatos Profesionales de los cuales Unión ganó 6 (1932, 1934, 1935, 1936, 1938 y 1939) y Colón 1 (1937). - Los Campeonatos Profesionales eran disputados a 2 rondas, salvo en 1934 donde se realizaron 3 rondas. - En 1940, los tatengues serían el primer equipo de la ciudad de Santa Fe en inscribirse en AFA, algo que Colón recién haría en 1948. A partir de ese 1940 Unión competiría en los torneos de Liga Santafesina con su equipo alternativo, a pesar de eso Unión también ganaría el Campeonato del año 1940. |                              |                                   |           |           |       |           |           |                                                                    |                                                                                      |                     |

#### Torneos de Copa
| # | Fecha                   | Competencia                                              | Instancia           | Estadio  | Local | Resultado | Visitante | Goles (L)                                                    | Goles (V)                                           | Referencia        |
| --- | ----------------------- | -------------------------------------------------------- | ------------------- | -------- | ----- | --------- | --------- | ------------------------------------------------------------ | --------------------------------------------------- | ----------------- |
| 8 | 6 de agosto de 1916     | Copa de Competencia "Gobernador Manuel J. Menchaca" 1916 | 1.ª ronda           | Sportman | Unión | 3–1       | Colón     |                                                              |                                                     | [ nota 1 ]        |
| 12 | 18 de noviembre de 1917 | Copa de Competencia "Gobernador Manuel J. Menchaca" 1917 | Semifinal           | Brown    | Colón | 5–0       | Unión     |                                                              |                                                     | [ 59 ]            |
| 18 | 24 de octubre de 1920   | Copa de Competencia "Gobernador Manuel J. Menchaca" 1919 | Final               | Sportman | Unión | 3–0       | Colón     | Arturo Vicentini (') Francisco Valiente (x2)                 |                                                     | [ nota 2 ] [ 59 ] |
| 21 | 28 de mayo de 1922      | Campeonato Eliminatorio "Copa Santa Fe" 1922             | Cuartos de final    | Sportman | Unión | 3–2       | Colón     | Jeremías Yaconissi (33') Francisco Valiente (88', 116')      | Martín Sánchez (54', 61')                           | [ nota 3 ] [ 60 ] |
| 50 | 17 de mayo de 1936      | Torneo Preparación 1936                                  | Semifinales         | Gimnasia | Colón | 1–0       | Unión     | Delfidio Giménez (24')                                       |                                                     | [ 61 ]            |
| 53 | 16 de mayo de 1937      | Torneo Preparación 1937                                  | Segunda ronda       | Unión    | Unión | 1–1       | Colón     | Nicolás Gallardo (40')                                       | Juan Antonio Rivarola (15')                         | [ nota 4 ] [ 62 ] |
| 54 | 25 de mayo de 1937      | Torneo Preparación 1937                                  | Segunda ronda       | Colón    | Colón | 2–1       | Unión     | Ismael Noé (48') Gumersindo Silva (89')                      | Juan Bobadilla (1')                                 |                   |
| 55 | 13 de junio de 1937     | Torneo Preparación 1937                                  | Quinta ronda        | Gimnasia | Unión | 2–1       | Colón     | Carlos Verga (13') Juan Bobadilla (67')                      | Ismael Noé (3')                                     | [ 63 ]            |
| 56 | 27 de junio de 1937     | Torneo Preparación 1937                                  | Final               | Gimnasia | Unión | 3–1       | Colón     | Federico Wilde (25') Rodolfo Milessi (25') Juan Ulrich (48') | Raúl Lavenchy (9')                                  | [ nota 5 ] [ 64 ] |
| 59 | 5 de junio de 1938      | Campeonato "Copa de Honor" 1938                          | 1.ª rueda 4.ª fecha | Gimnasia | Colón | 1–1       | Unión     | Víctor Perri (1')                                            | Mario Gervé (48')                                   | [ 65 ]            |
| 60 | 21 de agosto de 1938    | Campeonato "Copa de Honor" 1938                          | 2.ª rueda 4.ª fecha | Unión    | Unión | 3–2       | Colón     | Arnoldo Martínez (5') Mario Gervé (53') Carlos Verga (54')   | Marcelo Espindola (33') Juan Antonio Rivarola (78') | [ 66 ]            |
| 63 | 7 de mayo de 1939       | Campeonato "Copa de Honor" 1939                          | 1.ª rueda 4.ª fecha | Unión    | Unión | 2–0       | Colón     | Carlos Verga (8') Mario Bustos (13')                         |                                                     | [ nota 6 ] [ 67 ] |
| Notas 1. 2. 3. 4. 5. 6. - En el año 1934 la Asociación Rosarina de Fútbol puso en juego un torneo diferente al campeonato anual, exclusivo para equipos de dicha asociación. La convocatoria y recaudación de este torneo llamó la atención de la Liga Santafesina de Fútbol por lo que dispuso la creación de un torneo similar para sus equipos afiliados, el cual se disputaría antes del campeonato oficial. El plan fue puesto en marcha en 1935 creándose el Torneo Preparación, el cual terminaría adjudicándoselo Unión. Este torneo se disputó hasta 1937 para luego llamarse Campeonato de Honor, el cual se disputó hasta 1940. En estos torneos se disputaron un total de 8 clásicos oficiales. |                         |                                                          |                     |          |       |           |           |                                                              |                                                     |                   |

Historial en Liga Santafesina
| Victorias de Unión | 20 |
| Empates            | 12 |
| Victorias de Colón | 17 |
| Sin datos          | 4  |
| Total              | 49 |

Historial en torneos santafesinos no regulares
| Victorias de Unión | 7  |
| Empates            | 2  |
| Victorias de Colón | 3  |
| Total              | 12 |

### Asociación del Fútbol Argentino (1948-)
Se detallan todos los partidos oficiales por torneos regulares de la AFA de la era profesional; el nombre del club en negrita indica victoria. El resultado es dado a tiempo completo, en las columnas de goles se puede observar el anotador del gol y el tiempo de anotado.

#### Campeonatos de Segunda División
| #        | Fecha                    | Torneo                | Fecha  | Estadio | Local | Resultado | Visitante | Goles (L)                                                                             | Goles (V)                                                                                             |
| -------- | ------------------------ | --------------------- | ------ | ------- | ----- | --------- | --------- | ------------------------------------------------------------------------------------- | --- |
| 66       | 1 de agosto de 1948      | Segunda División 1948 | 11     | Colón   | Colón | 1–0       | Unión     | Salomón Elías (5')                                                                    | |
| 67       | 23 de octubre de 1948    | Segunda División 1948 | 23     | Unión   | Unión | 1–1       | Colón     | Juan Carlos Bruzzone (8')                                                             | José Canteli (p. 33')                                                                                 |
| 68       | 12 de junio de 1949      | Primera B 1949        | 9      | Unión   | Unión | 1–0       | Colón     | Elbio Lozada (23')                                                                    | |
| 69       | 16 de octubre de 1949    | Primera B 1949        | 30     | Colón   | Colón | 2–2       | Unión     | José Canteli (5', 40')                                                                | José Vicente Grecco (47') Raúl Micci (88')                                                            |
| 70       | 18 de junio de 1950      | Primera B 1950        | 11     | Unión   | Unión | 2–1       | Colón     | Virgilio Acosta (25') Carlos Marini (53')                                             | Ernesto Ferreyra (28')                                                                                |
| 71       | 24 de septiembre de 1950 | Primera B 1950        | 22     | Colón   | Colón | 2–0       | Unión     | José Canteli (25', p. 62')                                                            | |
| 73       | 22 de julio de 1951      | Primera B 1951        | 15     | Colón   | Colón | 2–1       | Unión     | José Canteli (28') Nicolás Leanza (40')                                               | Miguel Ángel Sánchez (36')                                                                            |
| 74       | 3 de noviembre de 1951   | Primera B 1951        | 30     | Unión   | Unión | 1–1       | Colón     | Juan Carlos Bruzzone (p. 36')                                                         | Julio Marángelo (21')                                                                                 |
| 75       | 15 de junio de 1952      | Primera B 1952        | 10     | Unión   | Unión | 1–0       | Colón     | Orlando Costa (50')                                                                   | |
| 76       | 9 de noviembre de 1952   | Primera B 1952        | 27     | Colón   | Colón | 1–1       | Unión     | Orlando Mercado (86)                                                                  | Virgilio Acosta (p. 5')                                                                               |
| 77       | 5 de abril de 1953       | Primera B 1953        | 1      | Colón   | Colón | 1–2       | Unión     | Domingo Martorelli (23')                                                              | Juan Carlos Frutos (53') José Vicente Grecco (89')                                                    |
| 78       | 9 de agosto de 1953      | Primera B 1953        | 18     | Unión   | Unión | 1–2       | Colón     | Miguel Ángel Mieres (38')                                                             | Julio Alberto Marangelo (44'), Ricardo Salvador Ráccaro (73')                                         |
| 79       | 8 de agosto de 1954      | Primera B 1954        | 17     | Unión   | Unión | 2–2       | Colón     | Teodoro Maidana (44', 50')                                                            | Óscar José Riccardi (30'' seg), Carlos Alberto Rebecchi (p. 77')                                      |
| 80       | 18 de diciembre de 1954  | Primera B 1954        | 34     | Colón   | Colón | 2–0       | Unión     | José Bozalla (69'), Rufino Oliva Silva (79')                                          | |
| 81       | 25 de mayo de 1955       | Primera B 1955        | 5      | Unión   | Unión | 2–1       | Colón     | Osvaldo José Marazabal (60'. 78')                                                     | Raúl Olivera (6')                                                                                     |
| 82       | 9 de octubre de 1955     | Primera B 1955        | 22     | Colón   | Colón | 5–4       | Unión     | Raúl Olivera (6', 11', 49'), Miguel Ángel Sanchez (53'), Ernesto Ferreyra (63')       | Julio Enrique Ávila (16'), Miguel Ángel Mieres (26'), Teodoro Maidana (31'), Hugo Fermín Rivero (74') |
| 83       | 28 de mayo de 1956       | Primera B 1956        | 7      | Colón   | Colón | 2–0       | Unión     | Víctor Jorge Gurpide (6', 48')                                                        | |
| 84       | 30 de septiembre de 1956 | Primera B 1956        | 24     | Unión   | Unión | 1–2       | Colón     | Miguel Ángel Mieres (p. 65')                                                          | Marcial Ortiz (7'), Raúl Olivera (70')                                                                |
| 85       | 21 de abril de 1957      | Primera B 1957        | 3      | Unión   | Unión | 2–1       | Colón     | Néstor Italo Julio Isella (p. 6'), Julio Francisco Perezlindo (67')                   | Marcial Ortiz (21')                                                                                   |
| 86       | 25 de agosto de 1957     | Primera B 1957        | 20     | Colón   | Colón | 0–1       | Unión     |                                                                                       | Néstor Italo Julio Isella (p. 12)                                                                     |
| 87       | 22 de junio de 1958      | Primera B 1958        | 12     | Colón   | Colón | 1–0       | Unión     | Jorge Aroldo Córdoba (53')                                                            | |
| 88       | 2 de noviembre de 1958   | Primera B 1958        | 29     | Unión   | Unión | 3–0       | Colón     | Carlos Castillo (20'), Fortunato Faustino Cáceres (22'), Guillermo Cupiste (38')      | |
| 89       | 27 de junio de 1959      | Primera B 1959        | 10     | Colón   | Colón | 0–1       | Unión     |                                                                                       | Carlos Castillo (58')                                                                                 |
| 90       | 31 de octubre de 1959    | Primera B 1959        | 27     | Unión   | Unión | 4–1       | Colón     | Carlos Castillo (p.35'), Juan Carlos Sánchez (64', 74'), Ricardo Héctor Sánchez (89') | Óscar José Riccardi (66')                                                                             |
| 91       | 11 de abril de 1965      | Primera B 1965        | 6      | Unión   | Unión | 4–2       | Colón     | Héctor Vitale (40', 79') Orlando Ruiz (68') Juan Carlos Bonacossa (90')               | Alejo Medina (20', 70')                                                                               |
| 92       | 19 de septiembre de 1965 | Primera B 1965        | 29     | Colón   | Colón | 0–0       | Unión     |                                                                                       | |
| 121      | 6 de noviembre de 1988   | Nacional B 1988-89    | 14     | Colón   | Colón | 2–2       | Unión     | Héctor López (52') Pedro José Foppoli (p. 83')                                        | Julio César Toresani (30') Eduardo Sánchez (49')                                                      |
| 122      | 8 de abril de 1989       | Nacional B 1988-89    | 35     | Unión   | Unión | 1–1       | Colón     | José Antonio Castro (p. 25')                                                          | Sergio Verdirame (2')                                                                                 |
| 123      | 22 de julio de 1989      | Nacional B 1988-89    | Ida    | Colón   | Colón | 0–2       | Unión     |                                                                                       | Gustavo Echaniz (34') Ricardo Altamirano (p. 79')                                                     |
| 124      | 29 de julio de 1989      | Nacional B 1988-89    | Vuelta | Unión   | Unión | 1–0       | Colón     | Leonardo Madelón (84')                                                                | |
| 125      | 4 de octubre de 1992     | Nacional B 1992-93    | 9      | Unión   | Unión | 1–2       | Colón     | Eduardo Magnín (76')                                                                  | Arián Marini (20') Maximiliano Cincunegui (27')                                                       |
| 126      | 27 de marzo de 1993      | Nacional B 1992-93    | 30     | Colón   | Colón | 1–1       | Unión     | Maximiliano Cincunegui (70')                                                          | Hernán René Solari (7')                                                                               |
| 127      | 30 de octubre de 1993    | Nacional B 1993-94    | 12     | Unión   | Unión | 1–2       | Colón     | Osvaldo Ingrao (45+'2)                                                                | Alfredo Juárez (80') Andrián Marini (90'+4')                                                          |
| 128      | 17 de abril de 1994      | Nacional B 1993-94    | 33     | Colón   | Colón | 2–1       | Unión     | Mauricio Risso (34', 72')                                                             | Marcelo Ruffini (90'+2')                                                                              |
| 129      | 12 de noviembre de 1994  | Nacional B 1994-95    | 14     | Unión   | Unión | 1–2       | Colón     | José Luis Marzo (63')                                                                 | Gabriel González Chaves (38', 44')                                                                    |
| 130      | 29 de abril de 1995      | Nacional B 1994-95    | 35     | Colón   | Colón | 3–1       | Unión     | Pedro Uliambre (32', 89') Gabriel González Chaves (84')                               | Juan Carlos Areco (45'+2')                                                                            |
| Notas 1. |                          |                       |        |         |       |           |           |                                                                                       | |

#### Torneos de Copa de Segunda División
| #        | Fecha                   | Competencia                                  | Ronda | Estadio | Local | Resultado | Visitante | Goles (L)                                                              | Goles (V)                                           |
| -------- | ----------------------- | -------------------------------------------- | ----- | ------- | ----- | --------- | --------- | ---------------------------------------------------------------------- | --------------------------------------------------- |
| 72       | 30 de diciembre de 1950 | Campeonato de Honor de Segunda División 1950 | Final | Colón   | Colón | 4–2       | Unión     | Juan Carlos Frutos (13') José Canteli (38, 63') Ernesto Ferreyra (69') | Jacinto Hussein (p. 20') Juan Carlos Bruzzone (36') |
| Notas 1. |                         |                                              |       |         |       |           |           |                                                                        |                                                     |

#### Campeonatos de Primera División
| #              | Fecha                    | Torneo                | Fecha | Estadio           | Local | Resultado | Visitante | Goles (L)                                                                       | Goles (V)                                                           |
| -------------- | ------------------------ | --------------------- | ----- | ----------------- | ----- | --------- | --------- | ------------------------------------------------------------------------------- | ------------------------------------------------------------------- |
| 93             | 30 de abril de 1967      | Metropolitano 1967    | 9     | Unión             | Unión | 0–0       | Colón     |                                                                                 |                                                                     |
| 94             | 16 de julio de 1967      | Metropolitano 1967    | 20    | Colón             | Colón | 1–1       | Unión     | Carlos Colman (63')                                                             | Mario Nogara (38')                                                  |
| 95             | 23 de marzo de 1969      | Metropolitano 1969    | 5     | Unión             | Unión | GP–PP     | Colón     |                                                                                 |                                                                     |
| 96             | 25 de mayo de 1969       | Metropolitano 1969    | 16    | Colón             | Colón | 0–1       | Unión     |                                                                                 | Néstor Scotta (43')                                                 |
| 97             | 14 de junio de 1970      | Metropolitano 1970    | 15    | Colón             | Colón | 1–3       | Unión     | José Luis Mottura (50')                                                         | César Augusto Toyé (9') Héctor Scotta (43') Roberto Martínez (85')  |
| 98             | 13 de septiembre de 1970 | Metropolitano 1970    | 2     | Colón             | Colón | 1–1       | Unión     | José Luis Córdoba (26')                                                         | Orlando Genolet (22')                                               |
| 99             | 1 de noviembre de 1970   | Metropolitano 1970    | 9     | Unión             | Unión | 0–1       | Colón     |                                                                                 | José Luis Mottura (83')                                             |
| 100            | 30 de abril de 1975      | Metropolitano 1975    | 19    | Unión             | Unión | 0–0       | Colón     |                                                                                 |                                                                     |
| 101            | 17 de agosto de 1975     | Metropolitano 1975    | 38    | Colón             | Colón | 3–2       | Unión     | Ernesto Juan Álvarez (48') José Antonio Salinas (57') Hugo Oscar Coscia (66')   | Víctor Marchetti (38') Ernesto Enrique Mastrángelo (53')            |
| 102            | 21 de septiembre de 1975 | Nacional 1975         | 1     | Unión             | Unión | 1–1       | Colón     | Víctor Marchetti (87')                                                          | Jorge Rubén Iman (89')                                              |
| 103            | 26 de octubre de 1975    | Nacional 1975         | 9     | Colón             | Colón | 1–0       | Unión     | Daniel Ernesto Olivares (53')                                                   |                                                                     |
| 104            | 4 de abril de 1976       | Metropolitano 1976    | 10    | Colón             | Colón | 3–1       | Unión     | José Luis Saldaño (21') Ernesto Juan Álvarez (75') Daniel Vicente Arico (86')   | Carlos Raschia (27')                                                |
| 105            | 2 de junio de 1976       | Metropolitano 1976    | 21    | Unión             | Unión | 4–2       | Colón     | Víctor Marchetti (24', 46') Rafael Domingo Moreno (27', 60')                    | José Luis Saldaño (20') Daniel Vicente Arico (30')                  |
| 106            | 20 de junio de 1976      | Metropolitano 1976    | 2     | Colón             | Colón | 1–1       | Unión     | Daniel Rubén Borgna (16')                                                       | Oscar Víctor Trossero (57')                                         |
| 107            | 17 de octubre de 1976    | Nacional 1976         | 7     | Colón             | Colón | 2–2       | Unión     | Augusto Ricardo Sánchez (33') Daniel Vicente Arico (69')                        | Jorge Omar Casaccio (13') Víctor Marchetti (70')                    |
| 108            | 5 de diciembre de 1976   | Nacional 1976         | 16    | Unión             | Unión | 1–0       | Colón     | Oscar Víctor Trossero (59')                                                     |                                                                     |
| 109            | 31 de julio de 1977      | Metropolitano 1977    | 19    | Colón             | Colón | 2–1       | Unión     | Hugo Alberto Villarruel (77') Ricardo Aniceto Roldán (80')                      | Víctor Bottaniz (44')                                               |
| 110            | 30 de octubre de 1977    | Metropolitano 1977    | 42    | Unión             | Unión | 0–1       | Colón     |                                                                                 | Edgardo Roberto Di Meola (85')                                      |
| 111            | 30 de julio de 1978      | Metropolitano 1978    | 20    | Unión             | Unión | 1–1       | Colón     | Miguel Giachello (62')                                                          | Alberto Monzón (20')                                                |
| 112            | 25 de octubre de 1978    | Metropolitano 1978    | 41    | Colón             | Colón | 1–1       | Unión     | Osvaldo Mazo (64')                                                              | Arsenio Ribeca (14')                                                |
| 113            | 16 de septiembre de 1979 | Nacional 1979         | 3     | Colón             | Colón | 1–1       | Unión     | Hugo Alberto Villarruel (67')                                                   | Mario Alberto (12')                                                 |
| 114            | 4 de noviembre de 1979   | Nacional 1979         | 10    | Unión             | Unión | 2–1       | Colón     | Fernando Alí (13') Carlos Mazzoni (18')                                         | Ricardo Aniceto Roldán (6')                                         |
| 115            | 28 de mayo de 1980       | Metropolitano 1980    | 17    | Colón             | Colón | 0–1       | Unión     |                                                                                 | Fernando Alí (90')                                                  |
| 116            | 17 de agosto de 1980     | Metropolitano 1980    | 36    | Unión             | Unión | 3–1       | Colón     | Ángel Antonio Landucci (7') Oscar Regenhardt (45') Eduardo Daniel Stehlik (49') | Raúl Francisco Agüero (77')                                         |
| 117            | 7 de septiembre de 1980  | Nacional 1980         | 1     | Colón             | Colón | 2–1       | Unión     | Jorge Pellegrini (13', 90')                                                     | Víctor Arroyo (31')                                                 |
| 118            | 26 de octubre de 1980    | Nacional 1980         | 8     | Unión             | Unión | 2–0       | Colón     | Alberto Pierino Lattuada (23') Fernando Alí (82')                               |                                                                     |
| 119            | 22 de febrero de 1981    | Metropolitano 1981    | 1     | Unión             | Unión | 2–0       | Colón     | Fernando Alí (32') Eduardo Stehlik (43')                                        |                                                                     |
| 120            | 18 de mayo de 1981       | Metropolitano 1981    | 18    | Newell's Old Boys | Colón | 1–1       | Unión     | Carlos Mercado (19')                                                            | Alberto Pierino Lattuada (3')                                       |
| 131            | 8 de diciembre de 1996   | Torneo Apertura 1996  | 17    | Unión             | Unión | 1–1       | Colón     | Martín Mazzoni (88')                                                            | Mauricio Risso (37')                                                |
| 132            | 6 de agosto de 1997      | Torneo Clausura 1997  | 17    | Colón             | Colón | 0–0       | Unión     |                                                                                 |                                                                     |
| 133            | 5 de octubre de 1997     | Torneo Apertura 1997  | 8     | Colón             | Colón | 2–1       | Unión     | Cristian Castillo (16') Nelson Agoglia (90')                                    | Pablo Bezombe (83')                                                 |
| 134            | 29 de marzo de 1998      | Torneo Clausura 1998  | 8     | Unión             | Unión | 2–2       | Colón     | Norberto Fernández (50') Darío Cabrol (64')                                     | Marcelo Saralegui (75') Gustavo Sandoval (80')                      |
| 135            | 14 de septiembre de 1998 | Torneo Apertura 1998  | 7     | Unión             | Unión | 0–2       | Colón     |                                                                                 | Esteban Fuertes (p. 19') Pablo Ricchetti (88')                      |
| 136            | 11 de abril de 1999      | Torneo Clausura 1999  | 7     | Colón             | Colón | PP–PE     | Unión     |                                                                                 |                                                                     |
| 137            | 5 de septiembre de 1999  | Torneo Apertura 1999  | 5     | Unión             | Unión | 2–0       | Colón     | Lautaro Trullet (59') Andrés Silvera (75')                                      |                                                                     |
| 138            | 12 de marzo de 2000      | Torneo Clausura 2000  | 5     | Colón             | Colón | 4–0       | Unión     | Esteban Fuertes (p. 2') Claudio Enría (15') Javier Delgado (43', 75')           |                                                                     |
| 139            | 11 de noviembre de 2000  | Torneo Apertura 2000  | 14    | Colón             | Colón | 2–2       | Unión     | Javier Delgado (28') Darío Alberto Gigena (68')                                 | Cristian Ríos (11') Daniel Tílger (38')                             |
| 140            | 28 de abril de 2001      | Torneo Clausura 2001  | 14    | Unión             | Unión | 1–1       | Colón     | Andrés Silvera (p. 17')                                                         | Claudio Graf (60')                                                  |
| 141            | 3 de febrero de 2002     | Torneo Apertura 2001  | 19    | Colón             | Colón | 0–0       | Unión     |                                                                                 |                                                                     |
| 142            | 19 de mayo de 2002       | Torneo Clausura 2002  | 19    | Unión             | Unión | 0–0       | Colón     |                                                                                 |                                                                     |
| 143            | 28 de septiembre de 2002 | Torneo Apertura 2002  | 10    | Colón             | Colón | 1–0       | Unión     | Gabriel Migliónico (89')                                                        |                                                                     |
| 144            | 20 de abril de 2003      | Torneo Clausura 2003  | 10    | Unión             | Unión | 0–0       | Colón     |                                                                                 |                                                                     |
| 145            | 28 de agosto de 2011     | Torneo Apertura 2011  | 4     | Colón             | Colón | 0–2       | Unión     |                                                                                 | Paulo Rosales (8') Fausto Montero (17')                             |
| 146            | 4 de marzo de 2012       | Torneo Clausura 2012  | 4     | Unión             | Unión | 2–2       | Colón     | Diego Jara (62') Nicolás Correa (67')                                           | Iván Moreno y Fabianesi (22', 32')                                  |
| 147            | 18 de noviembre de 2012  | Torneo Inicial 2012   | 16    | Colón             | Colón | 2–0       | Unión     | Lucas Mugni (45') Emmanuel Gigliotti (71')                                      |                                                                     |
| 148            | 2 de junio de 2013       | Torneo Final 2013     | 16    | Unión             | Unión | 1–0       | Colón     | Damián Lizio (p. 52')                                                           |                                                                     |
| 149            | 13 de septiembre de 2015 | Campeonato 2015       | 24    | Colón             | Colón | 0–0       | Unión     |                                                                                 |                                                                     |
| 150            | 4 de octubre de 2015     | Campeonato 2015       | 27    | Unión             | Unión | 0–0       | Colón     |                                                                                 |                                                                     |
| 151            | 19 de marzo de 2016      | Transición 2016       | 8     | Colón             | Colón | 0-3       | Unión     |                                                                                 | Emanuel Brítez (45') Franco Soldano (50') Ignacio Malcorra (p. 68') |
| 152            | 23 de abril de 2016      | Transición 2016       | 12    | Unión             | Unión | 1–0       | Colón     | Lucas Gamba (86')                                                               |                                                                     |
| 153            | 17 de marzo de 2017      | Campeonato 2016/17    | 16    | Unión             | Unión | 0–2       | Colón     |                                                                                 | Guillermo Luis Ortiz (58') Yamil Garnier (84')                      |
| 154            | 14 de mayo de 2017       | Campeonato 2016/17    | 24    | Colón             | Colón | 1–1       | Unión     | Diego Vera (p. 61')                                                             | Germán Conti (e/c) (26')                                            |
| 155            | 25 de febrero de 2018    | Superliga 2017/18     | 17    | Unión             | Unión | 1–1       | Colón     | Guillermo Luis Ortiz (e/c) (79')                                                | Javier Correa (43')                                                 |
| 156            | 2 de septiembre de 2018  | Superliga 2018/19     | 4     | Colón             | Colón | 0–0       | Unión     |                                                                                 |                                                                     |
| 157            | 6 de octubre de 2019     | Superliga 2019/20     | 9     | Unión             | Unión | 1–0       | Colón     | Nicolás Mazzola (55')                                                           |                                                                     |
| 159            | 11 de diciembre de 2021  | Liga Profesional 2021 | 25    | Unión             | Unión | 3–0       | Colón     | Imanol Machuca (9') Juan Manuel García (34') Gastón González (90'+4')           |                                                                     |
| 161            | 12 de junio de 2022      | Liga Profesional 2022 | 2     | Colón             | Colón | 2–2       | Unión     | Facundo Farias (p. 69') Ramón Abila (89')                                       | Mauro Luna Diale (21') Jonathan Álvez (p. 90'+2')                   |
| 162            | 19 de febrero de 2023    | Liga Profesional 2023 | 4     | Unión             | Unión | 1–1       | Colón     | Luciano Aued (21')                                                              | Baldomero Perlaza (52')                                             |
| Notas 1. 2. 3. |                          |                       |       |                   |       |           |           |                                                                                 |                                                                     |

#### Torneos de Copa de Primera División
| #   | Fecha                | Competencia                      | Ronda          | Estadio | Local | Resultado | Visitante | Goles (L)            | Goles (V)                   |
| --- | -------------------- | -------------------------------- | -------------- | ------- | ----- | --------- | --------- | -------------------- | --------------------------- |
| 158 | 9 de mayo de 2021    | Copa de la Liga Profesional 2021 | Fase de grupos | Colón   | Colón | 1–1       | Unión     | Rafael Delgado (42') | Juan Manuel García (p. 57') |
| 160 | 19 de marzo de 2022  | Copa de la Liga Profesional 2022 | Fase de grupos | Colón   | Colón | 0–0       | Unión     |                      |                             |
| 163 | 1 de octubre de 2023 | Copa de la Liga Profesional 2023 | Fase de grupos | Colón   | Colón | 0–0       | Unión     |                      |                             |

Historial en AFA
| Victorias de Unión | 30 |
| Empates            | 37 |
| Victorias de Colón | 27 |
| Total              | 94 |

Historial torneos AFA no regulares
| Victorias de Unión | 0 |
| Empates            | 3 |
| Victorias de Colón | 1 |
| Total              | 4 |

### Amistosos (partidos no oficiales)
- Estos son solo partidos amistosos, no oficiales, el nombre del club en negrita indica victoria o ganador en la definición por penales. El resultado es dado a tiempo completo, en las columnas de goles se puede observar el anotador del gol.
- Aun faltan partidos por agregar.
- Se cuentan por ganados partidos definidos en los 90 minutos reglamentario y/o prórroga en caso de penales se contabiliza empate.

| Fecha                    | Competencia                                 | Local | Resultado    | Visitante | Goles (L)                                                                                         | Goles (V)                                                                                      | Referencia      |
| ------------------------ | ------------------------------------------- | ----- | ------------ | --------- | ------------------------------------------------------------------------------------------------- | ---------------------------------------------------------------------------------------------- | --------------- |
| 30 de marzo de 1913      | Amistoso                                    | Unión | 2–3          | Colón     |                                                                                                   |                                                                                                | [ 76 ]          |
| 20 de abril de 1913      | Amistoso                                    | Unión | 0–6          | Colón     |                                                                                                   | Atilio Badalini (x5)                                                                           | [ 77 ]          |
| 10 de enero de 1915      | Copa Espinosa                               | Unión | 2–2          | Colón     |                                                                                                   |                                                                                                | [ 78 ]          |
| 17 de enero de 1915      | Copa Espinosa                               | Unión | 2–4          | Colón     |                                                                                                   |                                                                                                | [ 79 ] [ 80 ]   |
| 25 de abril de 1915      | Amistoso                                    | Unión | 0–2          | Colón     |                                                                                                   |                                                                                                |                 |
| 9 de abril de 1916       | Amistoso                                    | Unión | 4–0          | Colón     |                                                                                                   |                                                                                                | [ 81 ]          |
| 31 de mayo de 1916       | Amistoso                                    | Unión | 2–2          | Colón     |                                                                                                   |                                                                                                | [ 82 ]          |
| 9 de julio de 1916       | Festejos del Centenario de la Independencia | Unión | (?–?)        | Colón     |                                                                                                   |                                                                                                |                 |
| 31 de diciembre de 1916  | Partido a beneficio                         | Unión | Sin datos    | Colón     |                                                                                                   |                                                                                                |                 |
| 11 de marzo de 1917      | Copa Dr. Julio José Hiver                   | Unión | (?–?)        | Colón     |                                                                                                   |                                                                                                |                 |
| 7 de abril de 1918       | Copa Dr. Julio José Hiver                   | Unión | (?–?)        | Colón     |                                                                                                   |                                                                                                |                 |
| 27 de octubre de 1918    | Copa Raúl L. Rúiz                           | Unión | 1–0          | Colón     | Urbano García (')                                                                                 |                                                                                                |                 |
| 16 de mayo de 1920       | Amistoso                                    | Colón | 0–1          | Unión'    |                                                                                                   | Francisco Valiente (')                                                                         |                 |
| 24 de septiembre de 1922 | Partido a beneficio                         | Colón | 0–1          | Unión     |                                                                                                   | Francisco Valiente (')                                                                         | [ 83 ]          |
| 8 de octubre de 1922     | Partido a beneficio                         | Colón | 0-0          | Unión     |                                                                                                   |                                                                                                | [ 84 ]          |
| 1 de noviembre de 1922   | Amistoso                                    | Unión | 0-0          | Colón     |                                                                                                   |                                                                                                | [ 85 ]          |
| 18 de marzo de 1923      | Partido a beneficio                         | Colón | 0-0          | Unión     |                                                                                                   |                                                                                                | [ 86 ]          |
| 18 de abril de 1926      | Amistoso                                    | Colón | 1–0          | Unión     | Manuel García (')                                                                                 |                                                                                                | [ 87 ]          |
| 25 de abril de 1926      | Amistoso                                    | Unión | 3–1          | Colón     | Domingo Beltramini (') Antonio Simonsini (') Francisco Valiente (')                               | Livio Miranda (')                                                                              | [ 88 ]          |
| 2 de agosto de 1926      | Partido a beneficio                         | Colón | 0–0 (p. 2-1) | Unión     |                                                                                                   |                                                                                                | [ 89 ]          |
| 3 de noviembre de 1927   | Copa Sarsotti                               | Colón | 2–2          | Unión     | Juan Antonio Rivarola (') Sánchez (')                                                             | Agustín Acosta (') Pedro Torti (')                                                             | [ 90 ]          |
| 4 de diciembre de 1927   | Copa Sarsotti                               | Colón | 3–1          | Unión     | José María Gómez (x2) Martín Sánchez (')                                                          | Julio Mir (')                                                                                  | [ 91 ]          |
| 7 de junio de 1928       | Copa Sarsotti                               | Colón | 1-2          | Unión     | Livio Miranda (p. ')                                                                              | Agustín Acosta (35'), Julio Mir (p. ')                                                         |                 |
| 1928                     | Copa Sarsotti                               | Unión | 1–1          | Colón     |                                                                                                   |                                                                                                |                 |
| 12 de octubre de 1928    | Torneo de Campeones                         | Unión | 4–1          | Colón     | Francisco Valiente (x4)                                                                           | Albino Martínez (')                                                                            | [ 92 ]          |
| 1 de abril de 1929       | Torneo de Campeones                         | Colón | 2–1          | Unión     | Martín Sánchez (') José María Gómez (')                                                           | Julio Mir (')                                                                                  | [ 93 ]          |
| 1 de noviembre de 1931   | Copa Sarsotti                               | Unión | 1–2          | Colón     | Domingo Noé (')                                                                                   | Sicardi (') Flaminio Bustiche (')                                                              | [ 94 ] [ 95 ]   |
| 12 de marzo de 1932      | Amistoso                                    | Unión | 6–0          | Colón     | Domingo Noé (x2) Carlos Jara (') Alberto Chividini (') Miguel Caffaratti (') Delfidio Giménez (') |                                                                                                | [ 96 ]          |
| 24 de abril de 1932      | Amistoso                                    | Colón | 2–1          | Unión     | Carlos Irazoqui (') Víctor Samitier (')                                                           | Domingo Noé (')                                                                                | [ 97 ]          |
| 5 de mayo de 1932        | Copa Dr. Mario Antelo                       | Colón | 1-1          | Unión     | Carlos Aballay (')                                                                                | Alberto Chividini (')                                                                          | [ 98 ]          |
| 20 de noviembre de 1932  | Amistoso                                    | Colón | 3–4          | Unión     | Livio Miranda (x2) Del Barco (')                                                                  | Delfidio Giménez (x3) Alberto Galateo (')                                                      | [ 99 ]          |
| 10 de diciembre de 1932  | Amistoso                                    | Unión | 1–0          | Colón     |                                                                                                   |                                                                                                | [ 100 ]         |
| 7 de enero de 1933       | Amistoso                                    | Unión | 4–1          | Colón     | Domingo Noé (') Delfidio Giménez (x2) Alberto Galateo (')                                         | N. N. (')                                                                                      | [ 101 ]         |
| 12 de octubre de 1933    | Amistoso                                    | Unión | 4–5          | Colón     | Federico Wilde (17') Federico Pérez (21', 26' y 50')                                              | Eladio Vaschetto (20' y 72') Ramón Astudillo (22') Emilio Sanchéz (60') Benjamín Laterza (76') | [ 102 ]         |
| 19 de noviembre de 1933  | Amistoso                                    | Colón | 4–1          | Unión     | Benjamín Laterza (') Cristóbal Aldana (x3)                                                        | Dante Testí (')                                                                                | [ 103 ]         |
| 18 de febrero de 1934    | Torneo Nocturno "Santuario de Guadalupe"    | Unión | 0-0          | Colón     |                                                                                                   |                                                                                                | [ 104 ]         |
| 24 de marzo de 1934      | Torneo Nocturno "Santuario de Guadalupe"    | Unión | 0-2          | Colón     |                                                                                                   |                                                                                                | [ 100 ]         |
| 27 de mayo de 1934       | Amistoso                                    | Colón | 1–1          | Unión     | Cristóbal Aldana (')                                                                              | Tomás Loyarte (')                                                                              | [ 105 ]         |
| 24 de noviembre de 1934  | Amistoso                                    | Unión | 2-1          | Colón     |                                                                                                   |                                                                                                | [ 106 ]         |
| 14 de marzo de 1936      | Amistoso                                    | Unión | 6-1          | Colón     |                                                                                                   |                                                                                                | [ 107 ] [ 108 ] |
| 29 de noviembre de 1936  | Amistoso                                    | Unión | 0–3          | Colón     |                                                                                                   | Ismael Noé (x2) Silvano Sánchez (')                                                            | [ 109 ]         |
| 22 de enero de 1938      | Campeonato Absoluto Ciudad de Santa Fe      | Unión | 1–0          | Colón     | Amado Alissio (82')                                                                               |                                                                                                | [ 110 ]         |
| 14 de febrero de 1938    | Torneo Nocturno "Amistad"                   | Unión | 1–3          | Colón     |                                                                                                   | Juan Antonio Rivarola (x2) Arturo Vergara (')                                                  |                 |
| 10 de julio de 1938      | Amistoso                                    | Unión | 4–2          | Colón     | Pedro Pascio (e. c. 34' y e. c. 49') Andrés Perna (e. c. 44') Carlos Verga (54')                  | Juan Antonio Rivarola (5') Arturo Vergara (83')                                                | [ 111 ]         |
| 29 de diciembre de 1938  | Copa Abel Butti                             | Unión | 2–2          | Colón     |                                                                                                   |                                                                                                | [ 112 ]         |
| 28 de enero de 1940      | Amistoso                                    | Unión | 4–1          | Colón     | Monzón (') Mario Milessi (x2) Figueroa (')                                                        | Antonio Funes (')                                                                              | [ 113 ]         |
| 18 de febrero de 1941    | Amistoso                                    | Unión | 0-0          | Colón     |                                                                                                   |                                                                                                |                 |
| 23 de marzo de 1941      | Amistoso                                    | Unión | 1–0          | Colón     | Francisco Rodríguez (')                                                                           |                                                                                                | [ 114 ]         |
| 9 de julio de 1941       | Amistoso                                    | Unión | Sin datos    | Colón     |                                                                                                   |                                                                                                |                 |
| 1 de noviembre de 1941   | Amistoso                                    | Unión | Sin datos    | Colón     |                                                                                                   |                                                                                                |                 |
| 13 de diciembre de 1941  | Amistoso                                    | Unión | 1–1          | Colón     | Zurbriggen (')                                                                                    | Arcadio Martínez (')                                                                           | [ 115 ]         |
| 7 de junio de 1942       | Amistoso                                    | Unión | Sin datos    | Colón     |                                                                                                   |                                                                                                |                 |
| 20 de noviembre de 1942  | Amistoso                                    | Unión | 0-1          | Colón     |                                                                                                   | Antonio Funes (48')                                                                            | [ 116 ]         |
| 20 de febrero de 1943    | Torneo Amistad                              | Unión | 3–2          | Colón     | Villareal (5') Olivares (37', 63')                                                                | Francisco De Santis (14') Curet (24')                                                          | [ 117 ]         |
| 18 de diciembre de 1943  | Amistoso                                    | Unión | 3–1          | Colón     | Rubén Sabotig (e. c. 3') Justo Ruidiaz (58', 60')                                                 | Enri (55')                                                                                     | [ 118 ]         |
| 19 de marzo de 1944      | Amistoso                                    | Unión | 2-2          | Colón     | Carlos Verga (19', 43')                                                                           | Miguel Passarini (5') Oscar Passarini (10')                                                    | [ 119 ]         |
| 19 de enero de 1945      | Amistoso                                    | Colón | 0–0          | Unión     |                                                                                                   |                                                                                                | [ 120 ]         |
| 17 de noviembre de 1946  | Amistoso                                    | Colón | 2–2          | Unión     |                                                                                                   | Néstor Ramayo                                                                                  | [ 121 ]         |
| 30 de noviembre de 1946  | Amistoso                                    | Unión | (?–?)        | Colón     |                                                                                                   |                                                                                                | [ 122 ]         |
| enero de 1947            | Amistoso                                    | Unión | (?–?)        | Colón     |                                                                                                   |                                                                                                | [ 123 ]         |
| 7 de diciembre de 1947   | Partido a beneficio                         | Colón | 0–0          | Unión     |                                                                                                   |                                                                                                | [ 124 ]         |
| 17 de agosto de 1948     | Amistoso                                    | Unión | 1-1          | Colón     | Virgilio Acosta (61')                                                                             | José Canteli (63')                                                                             | [ 125 ]         |
| 12 de abril de 1949      | Amistoso                                    | Colón | 2–2          | Unión     | Raúl Frutos (10') José Canteli (16')                                                              | Oscar Genin (20') Elbio Lozada (61')                                                           | [ 126 ]         |
| 18 de abril de 1949      | Amistoso                                    | Unión | 0–3          | Colón     |                                                                                                   | Rubén Saboting (11') Alberto Edmundo Belén (72') Salomón Elías (78')                           | [ 127 ]         |
| 16 de noviembre de 1950  | Amistoso                                    | Colón | 1–2          | Unión     | Escarbajal (58')                                                                                  | Héctor Tedeschi (12') Eduardo de la Mata (20')                                                 | [ 128 ]         |
| 25 de marzo de 1951      | Amistoso                                    | Colón | 4–1          | Unión     | José Belarmino Canteli (2' y 21') Juan Carlos Frutos (30' y 57')                                  | Justo José Rossi (35')                                                                         | [ 129 ]         |
| 22 de marzo de 1952      | Amistoso                                    | Unión | 3-3          | Colón     | José Vicente Grecco (15') Juan Carlos Bruzzone (66') Oscar Del Castillo (84')                     | Raúl Goméz (25') Alberto Marangelo (36' y 65')                                                 | [ 130 ]         |
| 17 de marzo de 1953      | Amistoso                                    | Unión | 2–2          | Colón     | Juan Carlos Frutos (39') Teodoro Maidana (44')                                                    | José Domingo Martorelli (47') Alberto Nella (75')                                              | [ 131 ]         |
| 3 de agosto de 1958      | Partido a beneficio                         | Unión | 0–1          | Colón     |                                                                                                   | José Domingo Martorelli (40')                                                                  | [ 132 ]         |
| 12 de febrero de 1959    | Copa Marcos V. Bobbio                       | Unión | 3–1          | Colón     | Italo Chirumbolo (30' y 32') Hugo Irineo Barrios (48')                                            | Antonio Gauna (')                                                                              | [ 133 ]         |
| 15 de marzo de 1959      | Copa Marcos V. Bobbio                       | Colón | 3–1          | Unión     | Raúl Villalba (') Antonio Hugo Zin (') Oscar José Riccardi (')                                    | Italo Chirumbolo                                                                               | [ 134 ]         |
| 3 de mayo de 1959        | Copa Marcos V. Bobbio                       | Unión | 1–1          | Colón     | Rafael Sánchez (62')                                                                              | Oscar José Riccardi (64')                                                                      | [ 135 ]         |
| 25 de abril de 1960      | Amistoso                                    | Unión | 4–0          | Colón     | Hugo Irineo Barrios (x2) Jorge Córdoba (') Raúl Lencina (')                                       |                                                                                                | [ 136 ]         |
| 25 de mayo de 1960       | Copa Marcos V. Bobbio                       | Unión | 1–0          | Colón     | Hugo Irineo Barrios (58')                                                                         |                                                                                                | [ 137 ]         |
| 1 de octubre de 1961     | Amistoso                                    | Unión | 3–0          | Colón     | Hugo Irineo Barrios (19') Roberto Jesús Puppo (40' y 68')                                         |                                                                                                | [ 138 ]         |
| 19 de marzo de 1962      | Amistoso                                    | Colón | 1–2          | Unión     | Eduardo Errante (68')                                                                             | Jorge Enrique (17', 75')                                                                       | [ 139 ]         |
| 9 de julio de 1962       | Amistoso                                    | Unión | 3–1          | Colón     | Carlos Alberto Larpin (e. c. 9') Carlos Castillo (48') José Tucci (82')                           | Adamastor (12')                                                                                | [ 140 ]         |
| 6 de julio de 1963       | Amistoso                                    | Unión | 1–0          | Colón     | Ángel Cabrol (17')                                                                                |                                                                                                | [ 141 ]         |
| 15 de noviembre de 1964  | Copa Doctor Aldo Tossio                     | Unión | 1–0          | Colón     | Juan César Bonacossa (')                                                                          |                                                                                                | [ 142 ]         |
| 23 de noviembre de 1964  | Copa Doctor Aldo Tossio                     | Colón | 4–1          | Unión     | José Broggi (') Juan Ceballos (') Luis López (') Alberto Ríos (')                                 | Pedro Medina (')                                                                               | [ 143 ]         |
| 21 de diciembre de 1966  | Copa Ciudad de Santa Fe                     | Colón | 2–1          | Unión     | Néstor Manfredi (15') Luis Molina (p. 65')                                                        | Eladio Rodríguez (8')                                                                          | [ 144 ]         |
| 17 de diciembre de 1969  | Copa Tunel Subfluvial                       | Colón | 2–0          | Unión     | Héctor Velázquez (70') José Luis Motura (72')                                                     |                                                                                                | [ 145 ]         |
| 22 de diciembre de 1969  | Copa Tunel Subfluvial                       | Unión | 0–2          | Colón     |                                                                                                   | Agustín Balbuena (4' y 61')                                                                    | [ 146 ]         |
| 22 de agosto de 1970     | Amistoso                                    | Unión | 1–0          | Colón     | Julio César Giombi (e. c. 86')                                                                    |                                                                                                |                 |
| 28 de noviembre de 1973  | Amistoso                                    | Colón | 0–1          | Unión     |                                                                                                   | Rodolfo Juárez (')                                                                             |                 |
| 20 de junio de 1974      | Copa Ciudad de Santa Fe                     | Colón | 1-1 (p. 3-5) | Unión     | Carlos López (')                                                                                  | Leopoldo Jacinto Luque (')                                                                     | [ 147 ]         |
| 3 de enero de 1982       | Partido a beneficio                         | Colón | 4–4          | Unión     | Víctor Bottaniz (35') Carlos Roque Monzón (50') Jorge Comas (55', 65')                            | Carlos Reutemann (p. 10') Leopoldo Jacinto Luque (51', 67' y 89')                              | [ 148 ]         |
| 26 de marzo de 1986      | Amistoso                                    | Unión | 0–3          | Colón     |                                                                                                   | Marcelo Bachino (26') Víctor Godano (68') Javier Lopéz (90')                                   | [ 149 ]         |
| Notas 1. 2. 3.           |                                             |       |              |           |                                                                                                   |                                                                                                |                 |

Historial en amistosos
| Victorias de Unión | 33 |
| Empates            | 25 |
| Victorias de Colón | 26 |
| Sin datos          | 4  |
| Total              | 88 |

## Evolución del clásico

### Historial y evolución del clásico por década
Para las siguientes estadísticas solo se tienen en cuenta los partidos oficiales entre ambos equipos.
| Década    | Victorias de Unión | Empates | Victorias de Colón | Diferencia en el historial | Década ganada por |
| --------- | ------------------ | ------- | ------------------ | -------------------------- | ----------------- |
| 1900-1909 | 0                  | 0       | 0                  | 0 (0–0)                    |                   |
| 1910-1919 | 4                  | 2       | 6                  | +2 (4–6)                   | Colón             |
| 1920-1929 | 9                  | 5       | 5                  | +2 (13–11)                 | Unión             |
| 1930-1939 | 14                 | 7       | 9                  | +7 (27–20)                 | Unión             |
| 1940-1949 | 1                  | 2       | 1                  | +7 (28–21)                 |                   |
| 1950-1959 | 9                  | 3       | 9                  | +7 (37–30)                 |                   |
| 1960-1969 | 3                  | 3       | 0                  | +10 (40–30)                | Unión             |
| 1970-1979 | 4                  | 8       | 6                  | +8 (44–36)                 | Colón             |
| 1980-1989 | 6                  | 3       | 1                  | +13 (50–37)                | Unión             |
| 1990-1999 | 1                  | 6       | 7                  | +7 (51–44)                 | Colón             |
| 2000-2009 | 0                  | 5       | 2                  | +5 (51–46)                 | Colón             |
| 2010-2019 | 5                  | 6       | 2                  | +8 (56–48)                 | Unión             |
| 2020-2029 | 1                  | 5       | 0                  | +9 (57–48)                 | en curso          |

Datos actualizados al último partido jugado el 1 de octubre de 2023.

### Evolución de la ventaja en el historial por año desde 1913
- Unión estuvo arriba del historial durante 37737 de los 40226 días que pasaron del primer clásico hasta la fecha del último disputado, y además lleva un récord de 91 años, 3 meses, y 25 días (33355 días) consecutivos arriba desde el 05/06/1932 hasta el 01/10/2023 (último clásico jugado).

## Estadísticas

### Futbolistas
Estos datos son parte del período (1913-)

#### Tabla histórica de goleadores
El máximo goleador de los enfrentamientos en la historia del clásico santafesino es el jugador albirrojo Francisco Valiente, quien ha anotado un impresionante total de 23 goles. Le sigue Albino Martínez del lado rojinegro, con 8 goles.
En cuanto a los enfrentamientos en AFA, José Canteli lidera la tabla de goleadores con 8 tantos. A continuación, Raúl Olivera y Víctor Marchetti comparten la segunda posición con 5 goles cada uno, siendo los únicos jugadores en alcanzar o superar la marca de 5 goles en la historia de dichos encuentros en torneos de AFA. Es importante destacar que los dos primeros jugaron para Colón, mientras que el último lo hizo para Unión.
Nota: En negrita jugadores en activo.
| #  | Jugador               | Equipo       | Primera División AFA | Primera División AFA | Segunda División AFA | Segunda División AFA | Torneo de Honor AFA | Torneo de Honor AFA | Liga Santafesina | Liga Santafesina | Copa Menchaca | Copa Menchaca | Copa Santa Fe | Copa Santa Fe | Torneo Preparación | Torneo Preparación | Campeonato de Honor | Campeonato de Honor | Campeonato del Litoral | Campeonato del Litoral | Total | Total | Total |
| #  | Jugador               | Equipo       | P.J.                 | G.                   | P.J.                 | G.                   | P.J.                | G.                  | P.J.             | G.               | P.J.          | G.            | P.J.          | G.            | P.J.               | G.                 | P.J.                | G.                  | P.J.                   | G.                     | P.J.  | G.    | P.G.  |
| -- | --------------------- | ------------ | -------------------- | -------------------- | -------------------- | -------------------- | ------------------- | ------------------- | ---------------- | ---------------- | ------------- | ------------- | ------------- | ------------- | ------------------ | ------------------ | ------------------- | ------------------- | ---------------------- | ---------------------- | ----- | ----- | ----- |
| 1  | Francisco Valiente    | Unión        | —                    | —                    | —                    | —                    | —                   | —                   | 22               | 20               | 1             | 2             | 1             | 2             | —                  | —                  | —                   | —                   | —                      | —                      | 24    | 24    | 1.0   |
| 2  | José Canteli          | Colón        | —                    | —                    | 8                    | 6                    | 1                   | 2                   | —                | —                | —             | —             | —             | —             | —                  | —                  | —                   | —                   | —                      | —                      | 9     | 8     | 0.88  |
| 3  | Albino Martínez       | Colón        | —                    | —                    | —                    | —                    | —                   | —                   | 21               | 8                | —             | —             | —             | —             | —                  | —                  | —                   | —                   | —                      | —                      | 21    | 8     | 0.38  |
| 4  | Delfidio Giménez      | Ambos clubes | —                    | —                    | —                    | —                    | —                   | —                   | 7                | 6                | —             | —             | —             | —             | 1                  | 1                  | —                   | —                   | —                      | —                      | 8     | 7     | 0.87  |
| 5  | Carlos Verga          | Unión        | —                    | —                    | —                    | —                    | —                   | —                   | 2                | 2                | —             | —             | —             | —             | —                  | —                  | 7                   | 3                   | 2                      | 1                      | 11    | 6     | 0.54  |
| 6  | Víctor Marchetti      | Unión        | 9                    | 5                    | —                    | —                    | —                   | —                   | —                | —                | —             | —             | —             | —             | —                  | —                  | —                   | —                   | —                      | —                      | 9     | 5     | 0.55  |
| 7  | Raúl Olivera          | Colón        | —                    | —                    | 9                    | 5                    | —                   | —                   | —                | —                | —             | —             | —             | —             | —                  | —                  | —                   | —                   | —                      | —                      | 9     | 5     | 0.55  |
| 8  | Domingo Noé           | Ambos clubes | —                    | —                    | —                    | —                    | —                   | —                   | 11               | 5                | —             | —             | —             | —             | —                  | —                  | —                   | —                   | —                      | —                      | 11    | 5     | 0.45  |
| 9  | Rodolfo Milessi       | Unión        | —                    | —                    | —                    | —                    | —                   | —                   | 10               | 4                | —             | —             | —             | —             | 3                  | 1                  | 1                   | 0                   | —                      | —                      | 14    | 5     | 0.35  |
| 10 | Guillermo Molinari    | Colón        | —                    | —                    | —                    | —                    | —                   | —                   | 12               | 5                | 1             | 0             | 1             | 0             | —                  | —                  | —                   | —                   | —                      | —                      | 14    | 5     | 0.35  |
| 11 | Juan Antonio Rivarola | Colón        | —                    | —                    | —                    | —                    | —                   | —                   | 15               | 3                | —             | —             | —             | —             | 3                  | 1                  | 2                   | 1                   | 2                      | 0                      | 22    | 5     | 0.22  |
| 12 | Martín Sánchez        | Colón        | —                    | —                    | —                    | —                    | —                   | —                   | 21               | 3                | 1             | 0             | 1             | 2             | —                  | —                  | —                   | —                   | —                      | —                      | 23    | 5     | 0.21  |
| 13 | Julio Mir             | Unión        | —                    | —                    | —                    | —                    | —                   | —                   | 22               | 5                | 1             | 0             | 1             | 0             | —                  | —                  | —                   | —                   | —                      | —                      | 24    | 5     | 0.20  |
| 14 | Agustín Acosta        | Unión        | —                    | —                    | —                    | —                    | —                   | —                   | 5                | 4                | —             | —             | —             | —             | —                  | —                  | —                   | —                   | —                      | —                      | 5     | 4     | 0.80  |
| 15 | Mario Gervé           | Unión        | —                    | —                    | —                    | —                    | —                   | —                   | 2                | 1                | —             | —             | —             | —             | —                  | —                  | 3                   | 2                   | 2                      | 1                      | 7     | 4     | 0.57  |
| 16 | Fernando Alí          | Unión        | 10                   | 4                    | —                    | —                    | —                   | —                   | —                | —                | —             | —             | —             | —             | —                  | —                  | —                   | —                   | —                      | —                      | 10    | 4     | 0.40  |

| \| # \| Fecha \| Estadio \| Jugador \| Equipo \| Goles \| Resultado \| Competición \| \| - \| ---------- \| ----------------------------------------------- \| ------------------ \| ----------- \| ----- \| --------- \| --------------------------- \| \| 1 \| 01-08-1920 \| Santa Fe, San Jerónimo y Bv. Pellegrini (Unión) \| Francisco Valiente \| C. A. Unión \| \| 5 - 0 \| Liga Santafesina 1920 \| \| 2 \| 24-04-1921 \| Santa Fe, San Jerónimo y Bv. Pellegrini (Unión) \| Francisco Valiente \| C. A. Unión \| \| 3 - 3 \| Liga Santafesina 1921 \| \| 3 \| 19-10-1930 \| Santa Fe, Bv. Zavalla y Moreno (Colón) \| Eduardo Darquier \| C. A. Colón \| \| 3 - 0 \| Federación Santafesina 1930 \| \| 4 \| 10-09-1933 \| Santa Fe, Bv. Zavalla y Moreno (Colón) \| Benjamín Laterza \| C. A. Colón \| \| 3 - 2 \| Liga Santafesina 1933 \| \| 5 \| 09-10-1955 \| Santa Fe, Brigadier General Estanislao López \| Raúl Olivera \| C. A. Colón \| \| 5 - 4 \| Primera B 1955 \| |            |                                                 |                    |             |       |           |                             |
| Datos actualizados al último partido jugado el 1 de octubre de 2023. |            |                                                 |                    |             |       |           |                             |
| # | Fecha      | Estadio                                         | Jugador            | Equipo      | Goles | Resultado | Competición                 |
| 1 | 01-08-1920 | Santa Fe, San Jerónimo y Bv. Pellegrini (Unión) | Francisco Valiente | C. A. Unión |       | 5 - 0     | Liga Santafesina 1920       |
| 2 | 24-04-1921 | Santa Fe, San Jerónimo y Bv. Pellegrini (Unión) | Francisco Valiente | C. A. Unión |       | 3 - 3     | Liga Santafesina 1921       |
| 3 | 19-10-1930 | Santa Fe, Bv. Zavalla y Moreno (Colón)          | Eduardo Darquier   | C. A. Colón |       | 3 - 0     | Federación Santafesina 1930 |
| 4 | 10-09-1933 | Santa Fe, Bv. Zavalla y Moreno (Colón)          | Benjamín Laterza   | C. A. Colón |       | 3 - 2     | Liga Santafesina 1933       |
| 5 | 09-10-1955 | Santa Fe, Brigadier General Estanislao López    | Raúl Olivera       | C. A. Colón |       | 5 - 4     | Primera B 1955              |

#### Jugadores con mayor cantidad de encuentros disputados
Agustín Flores ostenta el récord de ser el jugador con más partidos disputados en el clásico santafesino, acumulando un total de 24 encuentros, todos defendiendo la camiseta rojinegra de Colón. Cabe destacar que también participó en el partido del 9 de agosto de 1931, que fue anulado, sumando así un total de 25 partidos. Le siguen en la lista Francisco Valiente y Julio Mir, quienes también cuentan con 24 partidos cada uno.
Eulalio Gómez, hijo del destacado jugador de Colón en la década del 20 que compartía el mismo nombre, es el futbolista con mayor cantidad de encuentros disputados en la rivalidad durante competiciones de la AFA, acumulando un total de 16 partidos, todos ellos representando al Club Atlético Colón. De estos, 15 corresponden al campeonato de segunda división, y el restante se jugó en la memorable final del campeonato de honor de segunda división de 1950, donde Colón se consagró sobre Unión. Por otro lado, en la categoría de primera división, Ricardo Aniceto Roldán es el jugador con más partidos disputados, alcanzando un total de 15 encuentros. En cuanto a Unión, Víctor Bottaniz es el futbolista que más clásicos ha disputado en AFA con 14 partidos.
Nota: En negrita jugadores en activo.
| #  | Jugador                   | Equipo       | Primera División AFA | Segunda División AFA | Torneo de Honor AFA | Liga Santafesina | Copa Menchaca | Copa Santa Fe | Torneo Preparación | Campeonato de Honor | Campeonato del Litoral | Total | Total | Total | Total | Total |
| #  | Jugador                   | Equipo       | Primera División AFA | Segunda División AFA | Torneo de Honor AFA | Liga Santafesina | Copa Menchaca | Copa Santa Fe | Torneo Preparación | Campeonato de Honor | Campeonato del Litoral | P.J.  | PG.   | PE.   | PP.   | PA.   |
| -- | ------------------------- | ------------ | -------------------- | -------------------- | ------------------- | ---------------- | ------------- | ------------- | ------------------ | ------------------- | ---------------------- | ----- | ----- | ----- | ----- | ----- |
| 1  | Agustín Flores            | Colón        | —                    | —                    | —                   | 17               | —             | —             | 5                  | 2                   | 1                      | 25    | 6     | 6     | 11    | 1     |
| 2  | Francisco Valiente        | Unión        | —                    | —                    | —                   | 22               | 1             | 1             | —                  | —                   | —                      | 24    | 10    | 5     | 9     | 0     |
| 3  | Julio Mir                 | Unión        | —                    | —                    | —                   | 22               | 1             | 1             | —                  | —                   | —                      | 24    | 9     | 6     | 9     | 0     |
| 4  | Martín Sánchez            | Colón        | —                    | —                    | —                   | 21               | 1             | 1             | —                  | —                   | —                      | 23    | 8     | 5     | 9     | 1     |
| 5  | Antonio Simonsini         | Unión        | —                    | —                    | —                   | 20               | 1             | 1             | —                  | —                   | —                      | 22    | 9     | 6     | 7     | 0     |
| 6  | Ángel Napoleoni           | Unión        | —                    | —                    | —                   | 21               | —             | 1             | —                  | —                   | —                      | 22    | 7     | 7     | 7     | 1     |
| 7  | Juan Antonio Rivarola     | Colón        | —                    | —                    | —                   | 15               | —             | —             | 3                  | 2                   | 2                      | 22    | 6     | 7     | 8     | 1     |
| 8  | Albino Martínez           | Colón        | —                    | —                    | —                   | 21               | —             | —             | —                  | —                   | —                      | 21    | 10    | 5     | 6     | 0     |
| 9  | Juan Clementi             | Colón        | —                    | —                    | —                   | 16               | —             | —             | 5                  | —                   | —                      | 21    | 7     | 5     | 5     | 1     |
| 10 | Carmelo Francisco Bonacci | Ambos clubes | —                    | 7                    | —                   | 2                | —             | —             | 5                  | 3                   | 2                      | 19    | 8     | 5     | 6     | 1     |
| 11 | Vicente Osuna             | Unión        | —                    | —                    | —                   | 17               | —             | 1             | —                  | —                   | —                      | 18    | 8     | 4     | 6     | 0     |
| 12 | Roberto Casabianca        | Colón        | —                    | —                    | —                   | 17               | 1             | —             | —                  | —                   | —                      | 18    | 6     | 4     | 8     | 0     |
| 13 | Federico Wilde            | Unión        | —                    | —                    | —                   | 17               | —             | —             | 4                  | 2                   | —                      | 17    | 10    | 3     | 4     | 0     |
| 14 | Juan Angelini             | Unión        | —                    | —                    | —                   | 17               | —             | —             | —                  | —                   | —                      | 17    | 7     | 4     | 5     | 1     |
| 15 | Alberto Cainelli          | Colón        | —                    | —                    | —                   | 9                | —             | —             | 5                  | 2                   | 1                      | 17    | 3     | 6     | 7     | 1     |
| 16 | Eulalio Gómez (hijo)      | Colón        | —                    | 15                   | 1                   | —                | —             | —             | —                  | —                   | —                      | 16    | 8     | 4     | 4     | 0     |
| 17 | Víctor Manuel Lezcano     | Unión        | —                    | —                    | —                   | 9                | —             | —             | 4                  | 2                   | 1                      | 16    | 8     | 4     | 4     | 0     |
| 18 | Armando Gatti             | Colón        | —                    | —                    | —                   | 8                | —             | —             | 5                  | 1                   | 2                      | 16    | 5     | 5     | 6     | 0     |
| 19 | Emilio Sánchez            | Colón        | —                    | —                    | —                   | 11               | —             | —             | 4                  | —                   | —                      | 15    | 7     | 1     | 5     | 2     |
| 20 | Eduardo Echagúe           | Colón        | —                    | —                    | —                   | 13               | 1             | 1             | —                  | —                   | —                      | 15    | 5     | 3     | 7     | 0     |
| 21 | Ricardo Roldán            | Colón        | 15                   | —                    | —                   | —                | —             | —             | —                  | —                   | —                      | 15    | 4     | 5     | 6     | 0     |
| 22 | Víctor Bottaniz           | Unión        | 14                   | —                    | —                   | —                | —             | —             | —                  | —                   | —                      | 14    | 3     | 6     | 5     | 0     |

#### Jugadores con las dos camisetas
| \| A - Fidel Acosta - Rafael Luis Amadei - Luis Alberto Anconetani - Víctor Hugo Andrada - Marcial Antas - Mauro Aranha Da Lima - Julio Avila B - Marcelo Bachino - Roberto Hugo Batellini - Atilio Badalini - Esteban Rubén Bernasconi - Bruno Bianchi - Carmelo Francisco Bonacci - Néstor Borgogno - Flaminio Bustiche - José Luis Burtovoy C - Darío Cabrol - Oscar Cantero - Carlos Castillo - Luis A. Castro - Marcos Alberto Capocetti - Mario Cariaga - Jorge Casaccio - Adolfo Celli - Ernesto Celli - Ricardo Hugo Chamorro - Martín Chiaravaglio D - Julio César Di Meola E - Gustavo Echaniz - Salomón Elías F - Emir Faccioli - Cristian Favre - Nicéforo Fernández - Manuel Fernández - Ernesto Ferreyra - Juan Carlos Frutos - Raúl Frutos \| G - Alberto Galateo - Sebastián García - Jonathan Galván - Pedro Ángel Gaetán - Domingo Gervasoni - Darío Gigena - Domingo Gómez - Eulalio Gómez (padre) - Francisco Gómez - Francísco Goncebat - Jorge Ángel González - Juan Carlos Gutíerrez I - Eduardo Iachetti L - Juan Carlos Lapalma - Benjamín Laterza - Luciano Leguizamón - Casimiro Leyes - Juan Adán Leyes - Carlos Ángel López - Hernán Ricardo López - Tomás Loyarte M - Teodoro José Maidana - Omar Marchese - Arcadio Martínez - Arnoldo Martínez - Raúl Martínez - Pedro Celestino Medina - Orlando Óscar Mercado - Carlos Alcides Merlo - Claudio Mir - Geada Montenegro N - Néstor Leandro Nanzer - Domingo P. Noé O - Florencio Oriz \| P - Daniel Paiva - Juan Carlos Piccard - Mario Dante Pintos - Rodolfo Prat - José Carmelo Prestifilippo - Luis Pulcini R - Jerónimo Ramírez - Alberto Ríos - Juan Antonio Rivarola - Horacio Rojas - Justo José Rossi - Aldo Fernando Rodríguez - Juan Luis Romano - Miguel Ángel Romero - Orlando Ruiz S - Antonio Sacconi - José Antonio Salinas - Vicente Samitir - Augusto Sánchez - Miguel Ángel Sánchez - Epifanio Saruppo - Leonardo Sciacqua - Néstor Scotta - Daniel Silguero T - Aníbal Tazare - Roberto Telch - Raúl Tenuta - Julio César Toresani - Luis Tremonti - Carlos Trullet V - Hortencio Vega - Arturo Vergara W - Enrique Warlet Y - Francisco Yaconissi - Jeremias Yaconissi Z - Hugo Zavagno \| | | |
| A - Fidel Acosta - Rafael Luis Amadei - Luis Alberto Anconetani - Víctor Hugo Andrada - Marcial Antas - Mauro Aranha Da Lima - Julio Avila B - Marcelo Bachino - Roberto Hugo Batellini - Atilio Badalini - Esteban Rubén Bernasconi - Bruno Bianchi - Carmelo Francisco Bonacci - Néstor Borgogno - Flaminio Bustiche - José Luis Burtovoy C - Darío Cabrol - Oscar Cantero - Carlos Castillo - Luis A. Castro - Marcos Alberto Capocetti - Mario Cariaga - Jorge Casaccio - Adolfo Celli - Ernesto Celli - Ricardo Hugo Chamorro - Martín Chiaravaglio D - Julio César Di Meola E - Gustavo Echaniz - Salomón Elías F - Emir Faccioli - Cristian Favre - Nicéforo Fernández - Manuel Fernández - Ernesto Ferreyra - Juan Carlos Frutos - Raúl Frutos | G - Alberto Galateo - Sebastián García - Jonathan Galván - Pedro Ángel Gaetán - Domingo Gervasoni - Darío Gigena - Domingo Gómez - Eulalio Gómez (padre) - Francisco Gómez - Francísco Goncebat - Jorge Ángel González - Juan Carlos Gutíerrez I - Eduardo Iachetti L - Juan Carlos Lapalma - Benjamín Laterza - Luciano Leguizamón - Casimiro Leyes - Juan Adán Leyes - Carlos Ángel López - Hernán Ricardo López - Tomás Loyarte M - Teodoro José Maidana - Omar Marchese - Arcadio Martínez - Arnoldo Martínez - Raúl Martínez - Pedro Celestino Medina - Orlando Óscar Mercado - Carlos Alcides Merlo - Claudio Mir - Geada Montenegro N - Néstor Leandro Nanzer - Domingo P. Noé O - Florencio Oriz | P - Daniel Paiva - Juan Carlos Piccard - Mario Dante Pintos - Rodolfo Prat - José Carmelo Prestifilippo - Luis Pulcini R - Jerónimo Ramírez - Alberto Ríos - Juan Antonio Rivarola - Horacio Rojas - Justo José Rossi - Aldo Fernando Rodríguez - Juan Luis Romano - Miguel Ángel Romero - Orlando Ruiz S - Antonio Sacconi - José Antonio Salinas - Vicente Samitir - Augusto Sánchez - Miguel Ángel Sánchez - Epifanio Saruppo - Leonardo Sciacqua - Néstor Scotta - Daniel Silguero T - Aníbal Tazare - Roberto Telch - Raúl Tenuta - Julio César Toresani - Luis Tremonti - Carlos Trullet V - Hortencio Vega - Arturo Vergara W - Enrique Warlet Y - Francisco Yaconissi - Jeremias Yaconissi Z - Hugo Zavagno |

En cursiva jugadores que actualmente visten alguna de las dos camisetas.

### Directores técnicos
Más clásicos dirigidos.
| #   | Entrenador            | Equipo | Primera División AFA | Segunda División AFA | Copa de la Liga AFA | Torneo de Honor AFA | Liga Santafesina | Torneo Preparación | Campeonato de Honor | Campeonato del Litoral | Total | Total | Total | Total |
| #   | Entrenador            | Equipo | Primera División AFA | Segunda División AFA | Copa de la Liga AFA | Torneo de Honor AFA | Liga Santafesina | Torneo Preparación | Campeonato de Honor | Campeonato del Litoral | P.D.  | PG.   | PE.   | PP.   |
| --- | --------------------- | ------ | -------------------- | -------------------- | ------------------- | ------------------- | ---------------- | ------------------ | ------------------- | ---------------------- | ----- | ----- | ----- | ----- |
| 1.º | Carlos Ferrari        | Colón  | —                    | —                    | —                   | —                   | 15               | —                  | —                   | —                      | 15    | 6     | 4     | 5     |
| 2.º | Ángel de Lucca        | Colón  | —                    | —                    | —                   | —                   | 2                | 5                  | 3                   | 2                      | 12    | 2     | 3     | 7     |
| 3.º | Alberto Chividini     | Colón  | —                    | 8                    | —                   | 1                   | —                | —                  | —                   | —                      | 9     | 3     | 3     | 3     |
| 4.º | Juan Godofredo Arigós | Unión  | —                    | —                    | —                   | —                   | 2                | 5                  | 2                   | —                      | 9     | 3     | 3     | 3     |
| 5.º | Reynaldo Pedro Völken | Unión  | 8                    | —                    | —                   | —                   | —                | —                  | —                   | —                      | 8     | 4     | 3     | 1     |
| 6.º | Leonardo Madelón      | Unión  | 7                    | —                    | —                   | —                   | —                | —                  | —                   | —                      | 7     | 3     | 4     | 0     |
| 7.º | Rafael Luis Amadei    | Unión  | —                    | 7                    | —                   | —                   | —                | —                  | —                   | —                      | 7     | 3     | 3     | 1     |
| 8.º | Eufenio Lamothe       | Unión  | —                    | —                    | —                   | —                   | 7                | —                  | —                   | —                      | 7     | 2     | 4     | 1     |
| 9.º | Eduardo Domínguez     | Colón  | 5                    | —                    | 1                   | —                   | —                | —                  | —                   | —                      | 6     | 1     | 5     | 1     |

## Comparativa de títulos
En estas tablas no se incluyen campeonatos amistosos, juveniles ni distinciones honoríficas.
|                  | Regionales       | Regionales       | Provinciales     | Nacionales       | Nacionales   | Nacionales | Internacionales | Internacionales | Total |
| Liga Santafesina | Copa Santafesina | Torneo Selectivo | Segunda División | Primera División | Copas de AFA | CONMEBOL   | AFA / AUF       |                 | Total |
| ---------------- | ---------------- | ---------------- | ---------------- | ---------------- | ------------ | ---------- | --------------- | --------------- | ----- |
| Unión            | 17               | 13               | 1                | 1                | 0            | 0          | 0               | x               | 32    |
| Colón            | 15               | 2                | x                | 1                | 0            | 2          | 0               | x               | 20    |

(x) No disputó ese certamen.

### Títulos oficiales de Primera División
*Actualizado hasta junio de 2021
A lo largo de la historia Unión aventaja por 12 títulos a Colón (32 a 20).  Así, en total, al día de hoy los tatenguess poseen 32 logros oficiales de primera, mientras que los rojinegros cuentan con 20. A continuación se listan los torneos y la cantidad de logros oficiales de ambos equipos santafesinos:
|                                                       | Unión | Colón |
| Primera División del Fútbol de Santa Fe               | 17    | 15    |
| ----------------------------------------------------- | ----- | ----- |
| Liga Regional de Football (1907-10)                   | 4     | 0     |
| Liga Regional Santafesina de Football (1911-1913)     | 0     | 1     |
| Asociación Santafesina de Football (1914)             | 0     | 1     |
| Liga Santafesina de Football (1915-1918)              | 2     | 2     |
| Asociación Santafesina de Football (1919-21)          | 2     | 0     |
| Federación Santafesina de Football (1922)             | 0     | 1     |
| Liga Santafesina de Football (1923-1925)              | 0     | 3     |
| Asociación Amateurs Santafesina de Football (1924-25) | 1     | 0     |
| Federación Santafesina de Football (1926-31)          | 1     | 2     |
| Liga Santafesina de Fútbol                            | 7     | 5     |
| Copas de Santa Fe                                     | 13    | 2     |
| Copa Interventor (1911-12)                            | 1     | 0     |
| Copa España (1915)                                    | 0     | 1     |
| Copa Menchaca (1915-20)                               | 3     | 0     |
| Copa Estímulo (1924)                                  | 1     | 0     |
| Torneo Preparación (1935-37)                          | 2     | 1     |
| Campeonato de Honor (1938-39)                         | 2     | 0     |
| Campeonato Absoluto (1938)                            | 1     | 0     |
| Campeonato Clasificatorio (1971)                      | 1     | 0     |
| Petit Torneo (1971-72)                                | 2     | 0     |
| Copas provinciales                                    | 1     | 0     |
| Torneo Provincial Selectivo (1971)                    | 1     | 0     |
| Total títulos regionales                              | 23    | 16    |
| Campeonatos de Primera División                       | 0     | 0     |
| Torneos de Primera División                           | 0     | 0     |
| Campeonatos de Segunda División                       | 0     | 0     |
| Torneos de Primera División B                         | 1     | 1     |
| Copas nacionales                                      | 0     | 2     |
| Copa de Segunda División                              | 0     | 1     |
| Copa de la Liga Profesional                           | 0     | 1     |
| Total títulos nacionales                              | 1     | 3     |
| Copas internacionales                                 | 0     | 0     |
| Copa CONMEBOL                                         | 0     | 0     |
| Total títulos internacionales                         | 0     | 0     |
| Total general                                         | 32    | 20    |

### Consagraciones por década de Primera División
En la presente tabla se listan los títulos oficiales de Primera División obtenidos por los clubes tanto a nivel regional, como nacional e internacional. De 12 décadas, 3 son favorables a Colón y 4 a Unión.
| Década    | Unión | Unión | Unión | Colón | Colón | Colón |
| Década    | Loc.  | Int.  | Total | Loc.  | Int.  | Total |
| --------- | ----- | ----- | ----- | ----- | ----- | ----- |
| 1900-1909 | 4     | -     | 4     | -     | -     | 0     |
| 1910-1919 | 6     | -     | 6     | 5     | -     | 5     |
| 1920-1929 | 5     | -     | 5     | 5     | -     | 5     |
| 1930-1939 | 11    | -     | 11    | 3     | -     | 3     |
| 1940-1949 | -     | -     | 0     | 4     | -     | 4     |
| 1950-1959 | -     | -     | 0     | 1     | -     | 1     |
| 1960-1969 | -     | -     | 0     | -     | -     | 0     |
| 1970-1979 | 5     | -     | 5     | *     | -     | 0     |
| 1980-1989 | -     | -     | 0     | -     | -     | 0     |
| 1990-1999 | -     | -     | 0     | -     | -     | 0     |
| 2000-2009 | -     | -     | 0     | -     | -     | 0     |
| 2010-2019 | -     | -     | 0     | -     | -     | 0     |
| 2020-2029 | -     | -     | 0     | 1     | -     | 1     |

|                  | Regionales | Regionales | Provinciales | Total |
| Primera División | Copas      | FFPSF      |              | Total |
| ---------------- | ---------- | ---------- | ------------ | ----- |
| Unión            | 17         | 13         | 1            | 31    |
| Colón            | 15         | 2          | 0            | 17    |

|                  | Nacionales | Nacionales | Internacionales | Internacionales | Total |
| Primera División | Copas      | CONMEBOL   | AFA / AUF       |                 | Total |
| ---------------- | ---------- | ---------- | --------------- | --------------- | ----- |
| Unión            | -          | 0          | -               | -               | 0     |
| Colón            | -          | 1          | -               | -               | 1     |

## Tabla comparativa
Actualizado a la temporada 2023
| Estadísticas                                                              | Club Atlético Colón                                                                                | Club Atlético Unión                                                                                            |
| ------------------------------------------------------------------------- | -------------------------------------------------------------------------------------------------- | --- |
| Fundación                                                                 | 5 de mayo de 1905                                                                                  | 15 de abril de 1907                                                                                            |
| Primer presidente                                                         | Manuel Oliva                                                                                       | Guillermo Drenner                                                                                              |
| Temporadas en Primera División                                            | 44 (1966-1981, 1995/96-2013/14 y 2015/2023)                                                        | 40 (1967, 1969-1970, 1975-1987/88, 1989/90-1991/92, 1996/97-2002/03, 2011/12-2012/13 y 2015 en adelante)       |
| Clasificación histórica en Primera División                               | 18ª posición: 1805 puntos                                                                          | 22ª posición: 1402 puntos                                                                                      |
| Mejor resultado en Primera División                                       | Subcampeón (1997)                                                                                  | Subcampeón (1979)                                                                                              |
| Cantidad de partidos jugados en Primera División                          | 1583                                                                                               | 1458 |
| Goleadores en Primera División                                            | 2 (Fuertes y Gigliotti)                                                                            | 1 (Víctor Marchetti)                                                                                           |
| Temporadas en la Segunda categoría del fútbol argentino                   | 31 (1948-1959, 1964-1965, 1982-1994/95, 2014 y 2024 en adelante)                                   | 45 (1940-1966, 1968, 1973-1974, 1988/89, 1992/93-1995/1996, 2003/04-2010/11 y 2013/14-2014)                    |
| Mejor resultado en Segunda División                                       | Campeón (1965)                                                                                     | Campeón (1966)                                                                                                 |
| Cantidad de partidos jugados en Segunda División                          | 1087                                                                                               | 1646 |
| Goleadores en Segunda División                                            | 2 (José Canteli y Claudio Mir)                                                                     | 4 (Orlando Ruíz, Marcelo Ruffini, Bazán Vera y Zárate)                                                         |
| Temporadas en la Tercera categoría del fútbol argentino                   | 4 (1960-1963)                                                                                      | 0 |
| Mejor resultado en Tercera División                                       | Subcampeón (1961)                                                                                  | - |
| Cantidad de partidos jugados en Tercera División                          | 136                                                                                                | 0 |
| Mejor resultado en copas nacionales                                       | Campeón (2021)                                                                                     | Semifinal (1959)                                                                                               |
| Goleadores en copas nacionales                                            | 2 (Luis Miguel Rodríguez)                                                                          | 0 |
| Jugadores cedidos a la Selección Argentina                                | 9 (Martínez, Sánchez, Rivarola, Astudillo, Borgna, Brítez, Saldaño, Pozo, Garcé)                   | 10 (Napoleoni, Simonsini, Beltramini, Galateo, Wilde, Ávila, Gatti, Luque, Bottaniz, Pumpido)                  |
| Jugadores cedidos a la Selección Argentina para la Copa América           | 2 (Sánchez, Rivarola)                                                                              | 2 (Gatti, Luque)                                                                                               |
| Jugadores cedidos a la Selección Argentina para la Copa Mundial de Fútbol | 3 (Astudillo, Garcé, Pozo)                                                                         | 3 (Wilde, Galateo, Pumpido)                                                                                    |
| Jugadores cedidos a la Selecciónes Juveniles Argentinas                   | 6                                                                                                  | 9 |
| Jugadores cedidos a otras Selecciones Nacionales                          | 6 (Peña, Saralegui, Pérez, Guzmán, Guagua, Raldes)                                                 | 5 (Aceval, Rojas, Jayó, Noriega, Sáenz)                                                                        |
| Temporadas en Copa Libertadores                                           | 3 (1998, 2010 y 2022)                                                                              | 0 |
| Mejor resultado en Copa Libertadores                                      | Cuartos de final                                                                                   | - |
| Temporadas en Copa Sudamericana                                           | 4 (2003, 2012, 2018 y 2019)                                                                        | 4 (2019, 2020, 2022 y 2025)                                                                                    |
| Mejor resultado en Copa Sudamericana                                      | Subcampeón                                                                                         | Octavos de final                                                                                               |
| Temporadas en Copa Conmebol                                               | 1 (1997)                                                                                           | 0 |
| Mejor resultado en Copa Conmebol                                          | Semifinal                                                                                          | - |
| Participaciones en Liguillas                                              | 2 (1998 y 2015)                                                                                    | 2 (1979 y 2015)                                                                                                |
| Mejor resultado en Liguillas                                              | Clasificado (1998)                                                                                 | No clasificó                                                                                                   |
| Mejor resultado en la Liga Santafesina                                    | Campeón (1913, 1914, 1916, 1918, 1922, 1923, 1924, 1925, 1929, 1930, 1937, 1943, 1945, 1946, 1947) | Campeón (1907, 1908, 1909, 1910, 1915, 1917, 1919, 1920, 1925, 1926, 1932, 1934, 1935, 1936, 1938, 1939, 1971) |
| Total de títulos obtenidos en su historia                                 | 17                                                                                                 | 18 |
| Total de clásico ganados                                                  | 48                                                                                                 | 57 |
| Total de jugadores cedidos a Selecciones Mayores y Juveniles              | 21                                                                                                 | 23 |
| Total de participaciones internacionales                                  | 8                                                                                                  | 4 |

- En la Liga Santafesina incluye solo los campeonatos con el primer equipo, Colón (1912-47) y Unión (1907-39 y 1971-72).

## Otras disciplinas

### Fútbol femenino
La organización oficial del fútbol femenino es reciente. A cargo de la Liga Santafesina de Fútbol, comenzó a desarrollarse en el año 2012 y Unión se ha establecido como uno de los mejores clubes de la región, cosechando 10 campeonatos de Liga y dos copas provinciales. Por el lado de Colón, ha participado en la mayoría de los campeonatos pero sin lograr resultados destacados. En lo que respecta al clásico santafesino, la supremacía de las tatengues sobre las sabaleras es absoluta.
En el año 2021, por primera vez se vieron las caras en una final. Fue por el Torneo Apertura de Liga Santafesina y, una vez más, la victoria fue para las unionistas que se coronaron campeonas goleando por 4 a 1 a las colonistas.

#### Partidos por torneos locales regionales
| #  | Fecha                    | Torneo                | Cancha                 | Fecha     | Local | Resultado | Visitante | Goles (L)                                                      | Goles (V)                                                                         |
| -- | ------------------------ | --------------------- | ---------------------- | --------- | ----- | --------- | --------- | -------------------------------------------------------------- | --------------------------------------------------------------------------------- |
| 1  | 20 de abril de 2013      | Torneo Apertura (LSF) | Newell's               | 4.ª       | Colón | 0–5       | Unión     |                                                                | Mariana Giorgio, Maislen Suyai, Juliana Schenone, Analia Zeballos, Mara Domínguez |
| 2  | 14 de junio de 2014      | Torneo Apertura (LSF) | Auxiliar Unión         | 12.ª      | Unión | 3–0       | Colón     | Mara Domínguez, Sofía Schell, Juliana Schenone                 |                                                                                   |
| 3  | 27 de septiembre de 2014 | Torneo Clausura (LSF) | Sportivo Guadalupe     | 5.ª       | Unión | 1–0       | Colón     | Érica González                                                 |                                                                                   |
| 4  | 11 de julio de 2015      | Torneo Apertura (LSF) | La Salle               | 12.ª      | Colón | 1–0       | Unión     | Jimena Garetto                                                 |                                                                                   |
| 5  | 5 de septiembre de 2015  | Torneo Clausura (LSF) | Las Flores             | 1.ª       | Colón | 2–1       | Unión     | Jimena Garetto, Fiorella González                              | Mara Domínguez                                                                    |
| 6  | 11 de octubre de 2015    | Torneo Clausura (LSF) | Defensores de Peñaloza | 6.ª       | Unión | 1–0       | Colón     | Romina Galleno                                                 |                                                                                   |
| 7  | 20 de agosto de 2016     | Torneo Clausura (LSF) | Banco Provincial       | 6.ª       | Unión | 0–0       | Colón     |                                                                |                                                                                   |
| 8  | 29 de octubre de 2016    | Torneo Clausura (LSF) | La Salle               | 13.ª      | Unión | 2–1       | Colón     | Karén Acosta (2)                                               | Virginia Coronel                                                                  |
| 9  | 22 de julio de 2017      | Torneo Apertura (LSF) | Auxiliar Unión         | 14.ª      | Colón | 0–2       | Unión     |                                                                | Karén Acosta, Érica González                                                      |
| 10 | 9 de septiembre de 2017  | Torneo Clausura (LSF) | Fraternidad Deportiva  | 2.ª       | Unión | 2–0       | Colón     | Paula Mansilla, Azul Gómez (a.g.)                              |                                                                                   |
| 11 | 29 de octubre de 2017    | Torneo Clausura (LSF) | Fraternidad Deportiva  | 6.ª       | Colón | 0–4       | Unión     |                                                                | Mailén Herman, Paula Mansilla, Rocío Peña, Brisa Gallo                            |
| 12 | 11 de agosto de 2018     | Torneo Clausura (LSF) | Fraternidad Deportiva  | 4.ª       | Unión | 3–0       | Colón     | María Cecilia Ojeda (2), Rocío Peña                            |                                                                                   |
| 13 | 4 de mayo de 2019        | Torneo Apertura (LSF) | Deportivo Santa Rosa   | 6.ª       | Unión | 0–0       | Colón     |                                                                |                                                                                   |
| 14 | 9 de julio de 2019       | Torneo Apertura (LSF) | Pucará                 | 13.ª      | Unión | 3–0       | Colón     | Lía Escobar (2), Lucía Almada                                  |                                                                                   |
| 15 | 18 de septiembre de 2019 | Torneo Clausura (LSF) | Pucará                 | 5.ª       | Colón | 0–4       | Unión     |                                                                | Brisa Gallo (2), Mara Domínguez, Lucía Roca                                       |
| 16 | 5 de noviembre de 2019   | Torneo Clausura (LSF) | San Cristóbal          | 9.ª       | Unión | 1–0       | Colón     | Brisa Gallo                                                    |                                                                                   |
| 17 | 13 de marzo de 2021      | Torneo Apertura (LSF) | Rafael Batres          | 1.ª       | Colón | 1-4       | Unión     | Shirley Gamarra                                                | Lucía Almada (2), Brunela Onorato, Ana Portillo                                   |
| 18 | 3 de octubre de 2021     | Torneo Apertura (LSF) | Fraternidad Deportiva  | Final     | Colón | 1-4       | Unión     | Rosalía Ruiz Díaz                                              | Mara Domínguez, Érica González, Lucía Almada (2)                                  |
| 19 | 6 de noviembre de 2021   | Torneo Clausura (LSF) | La Tatenguita          | 2.ª       | Unión | 1–1       | Colón     | Lucía Almada                                                   | Andrea Acosta                                                                     |
| 20 | 11 de junio de 2022      | Torneo Apertura (LSF) | Fraternidad Deportiva  | 11.ª      | Colón | 0–0       | Unión     |                                                                |                                                                                   |
| 21 | 2 de julio de 2022       | Torneo Apertura (LSF) | Ciclón Racing          | Semifinal | Unión | 6–0       | Colón     | Lucía Almada (3), Nayla Barrionuevo, Aldana Villalba (2)       |                                                                                   |
| 22 | 1 de octubre de 2022     | Torneo Clausura (LSF) | La Tatenguita          | 11.ª      | Unión | 4–0       | Colón     | Agustina Marini, Lucia Almada, Milagros Arias, Agostina Alegre |                                                                                   |

#### Historial
Actualizado al 1 de octubre de 2022
| Victorias de Unión | 16 |
| Empates            | 4  |
| Victorias de Colón | 2  |
| Total              | 22 |

### Fútbol de salón
| #  | Fecha                   | Torneo                  | Cancha           | Fecha | Local | Resultado    | Visitante | Goles (L)                                                                                          | Goles (V)                                                                                                  |
| -- | ----------------------- | ----------------------- | ---------------- | ----- | ----- | ------------ | --------- | -------------------------------------------------------------------------------------------------- | --- |
| 1  | 2010                    | Torneo Interligas (UAF) |                  |       | Colón | 3–5          | Unión     | | |
| 2  | 2011                    | Torneo Apertura (LSF)   |                  |       | Unión | 1–4          | Colón     | | |
| 3  | 2011                    | Torneo Clausura (LSF)   |                  |       | Colón | 2–4          | Unión     | | |
| 4  | 17 de abril de 2012     | Torneo Apertura (LSF)   | U. T. N.         |       | Unión | 1–0          | Colón     | Gabriel Ramos                                                                                      | |
| 5  | 2014                    | Torneo Apertura (LSF)   |                  |       | Colón | 8–3          | Unión     | | |
| 6  | 2015                    | Torneo Apertura (LSF)   |                  |       | Unión | 2–7          | Colón     | | |
| 7  | 2015                    | Torneo Clausura (LSF)   |                  |       | Colón | 6–4          | Unión     | | |
| 8  | 2015                    | Liga Nacional (AFA)     |                  |       | Unión | 4–4 (p. 4-2) | Colón     | | |
| 9  | 2016                    | Torneo Apertura (LSF)   |                  |       | Unión | 3–5          | Colón     | | |
| 10 | 2016                    | Torneo Clausura (LSF)   |                  |       | Colón | 5–2          | Unión     | | |
| 11 | 2017                    | Torneo Apertura (LSF)   |                  |       | Colón | 8–5          | Unión     | | |
| 12 | 30 de agosto de 2017    | Torneo Clausura (LSF)   | Club Vial        | 5     | Colón | 2–1          | Unión     | Conrado Berta, Luis Mugni                                                                          | Nicolás Capeletti                                                                                          |
| 13 | 23 de mayo de 2018      | Torneo Apertura (LSF)   | Club Vial        | 8     | Unión | 0–5          | Colón     | | Matias Allevi, Diego Franca (2), Luis Mugni, Germán Britos                                                 |
| 14 | 18 de octubre de 2018   | Torneo Clausura (LSF)   | Club Vial        | 9     | Colón | 5–1          | Unión     | Ignacio Herraez (2), Luis Mugni, Sergio Leguizamón, Fernando Graña                                 | Fernando Gallo                                                                                             |
| 15 | 15 de mayo de 2019      | Torneo Apertura (LSF)   | Club Vial        | 6     | Unión | 5–5          | Colón     | Gabriel Albertelli, Santiago Antas, Iván Mansilla (2), Claudio Gallay                              | Juan José Mugni, Lucas Borge (2), Luis Mugni (2)                                                           |
| 16 | 14 de noviembre de 2019 | Torneo Clausura (LSF)   | Club Vial        | 13    | Colón | 11–1         | Unión     | Luis Mugni (5), Jonatan Romitti, Germán Britos, Ivar Bonacci (2), Matías Britos, Nicolás Fontanini | Santiago Antas                                                                                             |
| 17 | 30 de marzo de 2021     | Torneo Apertura (LSF)   | Club Vial        | 2     | Colón | 6-1          | Unión     | Luis Mugni (4), Germán Britos, Matías Britos                                                       | Gabriel Arbertelli                                                                                         |
| 18 | 7 de abril de 2022      | Liga Nacional (AFA)     | GyE (Monte Vera) | 5     | Colón | 6-4          | Unión     | Jonathan Romitti (2), Luis Mugni, Germán Britos (2), Valentino Weinzebbel                          | Daniel Centurión, Gabriel Ramos, Julián Barisone, Leonardo Robles                                          |
| 19 | 13 de mayo de 2022      | Torneo Apertura (LSF)   | GyE (Monte Vera) | 5     | Unión | 8-2          | Colón     | Gabriel Ramos, Santiago Antas                                                                      | Jonathan Romitti (2), Jonathan Pereyra (2), Luis Mugni, Leandro García, Diego Franca, Valentino Weinzebbel |
| 20 | 18 de noviembre de 2022 | Torneo Clausura (LSF)   | Roque Otrino     | 11    | Colón | 5-2          | Unión     | Luis Mugni (2), Germán Britos (2) , Jonatan Romitti                                                | Gabriel Quiroz, Gabriel Acosta                                                                             |
| 21 | 7 de junio de 2023      | Torneo Apertura (LSF)   | GyE (Monte Vera) | 9     | Unión | 0-3          | Colón     | | Germán Britos, Matías Britos, Jonatan Romitti                                                              |
| 22 | 18 de octubre de 2023   | Torneo Clausura (LSF)   | Roque Otrino     | 9     | Colón | 3-1          | Unión     | Marcelo Bardus, Elías Olmos, Mateo Ruiz                                                            | Maximiliano Benítez                                                                                        |
| 23 | 8 de mayo de 2024       | Torneo Apertura (LSF)   | GyE (Monte Vera) | 5     | Unión | 3-5          | Colón     | Benjamín Safón, Francisco Parola, Agustín Amado                                                    | Tomás Corazzo (2), Marcelo Bardus (2), Elías Olmos                                                         |
| 24 | 9 de mayo de 2024       | Torneo Apertura (CASF)  | GyE (Monte Vera) | 6     | Unión | 3-8          | Colón     | | Lucas Cisneros, Mauro Barrios (2), Maximiliano Graña, Fernando Gallo (2), Facundo Ruiz, Fabricio Silva     |
| 25 | 16 de agosto de 2024    | Torneo Clausura (LSF)   | Roque Otrino     | 5     | Colón | 4-0          | Unión     | Luis Mugni (2), Marcelo Bardus, Matías Britos                                                      | |
| 26 | 17 de octubre de 2024   | Torneo Clausura (CASF)  | Roque Otrino     | 6     | Colón | 1-0          | Unión     | Marcelo Bardus                                                                                     | |
| 27 | 24 de abril de 2025     | Torneo Apertura (LSF)   | Roque Otrino     | 3     | Colón | 2-3          | Unión     | Axel Barrera, Luis Mugni                                                                           | Augusto Cortese, Maxi Benítez, Franco Obregón                                                              |

#### Historial
Actualizado al 20 de mayo de 2025
| Victorias de Unión | 4  |
| Empates            | 2  |
| Victorias de Colón | 21 |
| Total              | 27 |